# 押忍!!空手部
『押忍!!空手部』（おす!!からてぶ）は、1985年 - 1996年まで週刊ヤングジャンプにて連載された高橋幸二原作・作画による日本の格闘漫画作品。

## 概要
1985年、「週刊ヤングジャンプ」紙上での読切掲載からスタートし、1996年まで連載された。当初、主人公は一年生部員の松下正で内容もどおくまんを強くオマージュした不良学園コメディものだったが、次第にバトル路線にシフトしていったため空手部主将の高木義志へと変更された。
路線変更後はジャンプの三大黄金律「努力」「友情」「勝利」を余すことなく取り込んでおり、次々に現れる強敵達に対して主人公の高木が修行によって太極拳・神極拳などを身につけパワーアップしては撃破していくという黄金パターンが特徴的である。また一度倒した敵も高木に友情を感じ仲間になるものの、新たに登場する強敵たちにあっけなく撃破されてしまうという典型的な「強さのインフレ」も顕著な作品である。

## あらすじ

### 大阪編
大阪でも有名な不良高校である関西第五工業高等学校（かんさいだいごこうぎょうこうとうがっこう）、通称「関五工（かんごこう）」。平凡な高校生･松下正は強くなりたくて、関五工の中でもさらに悪名高い空手部に入部した。空手部先輩たちの理不尽なシゴキに耐える松下･斉藤をはじめとする一年生部員たちの日々のエピソードや他運動部への助っ人編、空手部主将･高木義志の首を狙う近隣の不良たちとの抗争編等、関五工を中心としたエピソードが描かれる。

### 阪神戦争編
高木を倒し大阪を支配下に置くため、「神戸の三本柱」こと末永禅や龍隆&虎隆兄弟、リック･パワードたちが大阪に奇襲をかけた。続いて始まった神戸軍団による大阪総攻撃。突如襲撃され傷つき倒れる大阪の猛者たち。神戸の三本柱との戦いで重傷を負った高木だが、「三代目大阪魂」として逆襲を開始する。

### 死国連合編
神戸軍団を撃退し、その後幾度の事件を乗り越えて束の間平和となった大阪。ある日、大阪で名の売れた猛者達に向け一斉に差出人不明の招待状が送りつけられた。高木の元にも届いた招待状。普段は顔を会わす事も無い大阪の猛者達だが、招待状に誘われ一堂に会する事になる。集められたものの一向に現れない差出人に不信の色を隠せない一同だったが、自然と興味は「大阪のワルの頂点『大阪魂（おおさかだましい）』にふさわしいのは誰か?」という議題になる。いずれも劣らぬ大阪のワル達。期せずして大阪のワルの頂点「大阪魂四代目」の座を巡り喧嘩自慢たちの激突が始まるが、それは大阪の弱体化を狙う「死国連合」の策略だった。明かされる高木の過去と大阪魂の誕生秘話。会合の首謀者であり、死国連合のスパイであった忌羅孝を倒し事態を収拾する高木だったが、黒幕である死国連合の手はすぐそこまで迫っていた。
四国から神の軍団･死国連合を率いるは高木のかつての空手の師匠であり、大阪魂の創設者である赤い稲妻こと「初代大阪魂」･神雷功。黒幕の正体を知って一時は戦意喪失する高木であったが新たな力･太極拳を身に付け、大阪を守る為神雷に闘いを挑む。太極拳奥義･発勁によって見事神雷を討ち果たす高木であったが、今回の騒動によって関五工から退学を宣告される。意気消沈の高木に懇意の医師･福島は上京する事を進める。そして自身を狙う不良に刺された折、福島の計らいで死を偽装した高木は仲間たちと別れ東京へと旅立つ。

### 新宿編
大阪を離れ東京・新宿でも有名な不良高校の西新宿学院高校に転校した高木。高木は空手部を立ち上げ、ワルの巣窟西新宿学院応援団を撃破するが新宿を支配する「影の五人衆」を敵に回す事になる。それは東京を支配する暴走族･「大東京連合（だいとうきょうれんごう）」と敵対する危険な行為だった。影の五人衆を倒した高木であったが、その裏では渋谷部隊頭･小川小百合による新宿乗っ取り計画が進められていた。そんなある時高木は新宿愚連会による襲撃を受ける。新宿愚連会総長･竹内烈と直接対決する高木をよそに、渋谷部隊による新宿攻撃がスタート。西新宿学院も戦火にさらされる。竹内戦で利き腕を負傷していた高木であったが渋谷部隊を次々に撃退、渋谷部隊最強である副頭･猪狩克裕をも倒した高木は新宿･渋谷2区の頂点に立つ。
渋谷を追われた小川小百合はその復讐に殺し屋･真島朴を差し向ける。かつてない異常な技を繰り出す真島に苦戦するものの、高木はこれを退ける。しかしこの真島が大東京連合六本木部隊頭･真島サブの弟であるとはその時の高木には知る由もなかった。

### 東京編
新宿･渋谷の頂点に立った高木に東京の各地区の頭による会合「ヘッドコングレス」の招集状が届く。それは新宿･渋谷の上納金を狙う大東京連合の罠だった。騙し討ちにより瀕死の重傷を負いながらもヘッドコングレスから生還した高木は墨田・池袋・銀座・六本木の各部隊の頭に戦いを挑む。苦戦しつつも神雷らの助けもあって勝利した高木は、東京を制覇し初代「東京魂（とうきょうだましい）」となった。

### 関東編
東京の頭になった高木は真島サブから関東各地域が互いの不干渉を守るという「関東条約」の存在を聞かされ関東連合総帥･漆原睦夫の元へ挨拶に赴く。絶対的なリーダーである漆原を中心とした関東連合であったが、漆原は癌に冒されておりその将来に一抹の不安を抱えていた。そんな中、関東の動乱を望む“茨城の春風”こと寺本清一らの手により病床の漆原が惨殺される。関東連合に不満を持つ寺本達によって結成された「新関東総和会･殺戮連合（しんかんとうそうわかい･さつりくれんごう）」は東京侵攻を開始。当初、漆原の遺志を継ぎ不戦を誓っていた高木であったが否応無く闘いに巻き込まれていく。
しかし高木の発勁が「千葉の猛牛」こと宗政治の百歩神拳の前に敗退。漆原睦夫の弟･春野に救われた高木は、かつて漆原が関東を統一する時に修めた秘拳･神極拳を学ぶべく谷川岳へと向かう。その頃関東では、東京･神奈川･群馬の連合対、新関東総和会の戦いが繰り広げられていた。劣勢の東京連合…その最終決戦の最中、神極拳を習得した高木が谷川岳より帰還、総和会幹部たちを神極拳奥義･天地神明掌にて次々に撃破する。が、新関東総和会のリーダーである寺本により天地神明掌は破られてしまう。底知れぬ寺本の実力に絶体絶命の危機に何度も陥る高木だったが、仲間達の力を精神力に換え、奥義「真･天地神明掌」を開眼し寺本を倒した。そして、高木は関東連合の新しい総帥となる。

### 龍天昇編
高木に神極拳を教えた黄陳々が、黄家の末弟である黄暗海とその弟子の我王によって殺害された。陳々の最期を看取った高木は、太極拳の師であり黄家の次兄である黄流雲のいる神戸へと向かう。しかしすでに暗海と我王の魔の手が龍隆虎隆兄弟や大阪魂四代目･忌羅に襲いかかる。一旦は危機を脱するものの、暗海と手を組んだ西日本最大の暴力団「集英会」会長･桐山修造の命を受けた我王により忌羅は殺害される。さらに我王と拳を交える高木であったが敗北、流雲は暗海によって連れ去られてしまう。流雲が残した「辰･辰･辰」の言葉から、陳々･流雲･暗海三兄弟の父である黄天昇の奥義「龍天昇」の存在を知った高木達は、大禅寺でその手がかりを捜索し、龍天昇の記された巻物を発見する。
暗海･我王と再び遭遇した高木は巻物を仲間に託して我王と再戦し勝利するも、暗海の弟子･トントンとゲンゲンに巻物を奪われてしまう。暗海の側に寝返った末永から集英会の桐山の存在を知った高木たちは、敵地へ侵入し流雲の身柄と太極寺に代々伝わる龍天昇の奥義が記された巻物を取り戻す。高木達は流雲から龍天昇の「力」とは別に隠された「宝」の正体が兆単位の麻薬だと知らされ驚愕する。龍天昇の巻物奪還と高木抹殺に業を煮やした桐山は大阪中の集英会組員を総動員する。関五工空手部に避難していた高木達だったが、集英会の組員による無差別の襲撃や龍天昇の解読を依頼していた大阪外語研究学院構内で神雷が集英会の組員に殺害された事で、高木は遂に関西･関東の東西連合を大阪に呼び寄せ集英会との全面戦争に突入する。
東西連合は多くの犠牲の末に大阪城へ集結する。巻物の解読結果から龍天昇を会得するには邪極拳が必要だと知り高木はショックを受けるが、かつての敵であった我王から邪極拳の神髄を伝授され遂に龍天昇を習得する。高木はトントン･ゲンゲンとの連戦に突入。見事トントンを打倒するも、ゲンゲンに返り討ちに合い高木は生死の淵を彷徨う。魂となった高木の前に死した神雷と黄天昇の魂が現れる。黄天昇から龍天昇の真の力が「生命力」だと教わった高木は「真龍天昇」を会得し復活する。一方、大阪城に集結した森上達は桐山のいる大阪の集英会事務所を襲撃。桐山は暗海と共に大阪事務所を放棄して逃走を図る。後を追う森上達の前にはゲンゲンが立ちはだかる。善戦するも圧倒的なゲンゲンの前になす術のない森上達。しかしそこへ高木が帰還。理性を消し邪極拳の究極系と化したゲンゲンと新たに得た「生命力」を開放した高木との一騎討ちとなる。両者死力を尽くしながらも最後は高木の二発目の「真龍天昇」によって決着した。
高木達の死闘の裏で脱出する桐山と暗海の前に広島愚連隊を率いる謎の男･赤松剛鬼が現れる。桐山の命乞いをよそに赤松剛鬼は手にしたデザートイーグルで両名を躊躇なく銃殺し巻物を強奪。更に暗海達の後を追って現れた高木達を一蹴すると兼ねてより手配していた機動隊に一斉検挙させる。騒動の首謀者に仕立て上げられた高木は特別拘置所に送致される事となった。

### 善と悪編
赤松剛鬼の罠にはまり桐山殺しの濡れ衣を着せられた高木は、特別拘置所から関西特等少年刑務所･別名「鬼泣き島」に移送される事になった。鬼泣き島ではルパン･虫･工作という三人の囚人による三つの派閥がいつ果てるともない小競り合いを続けていた。三者のバランスを巧く崩し、ルパンに戦いを挑んだ高木はルパンの正体が剛鬼の師･金周陰である事を知る。周陰にKOされ、改心した虫が自作した傷薬の激痛を利用し幽体となった高木は天昇と再会する。生前、金周陰と因縁のあった天昇は周陰、そして剛鬼も使う「合気」の攻略法を幽体の高木に伝授。復活した高木はルパンこと周陰を見事打倒し鬼泣き島脱出を試みるのだが、そこに剛鬼が来訪する。返す刀で剛鬼をも退ける高木。人生初の敗北を知った剛鬼は復讐を誓って退却し、高木は多くの犠牲を払いつつも鬼泣き島を後にした。
鬼泣き島を脱出し大阪に戻った高木は剛鬼の手によって関五工が廃校になった事を知る。仲間達を人質に取られた高木は剛鬼の格闘技の師にして父･剛之助の金庫番である四人の護鬼達と「デス･ゲーム」と呼ばれる金持ち達の賭け試合で闘う事になった。そこで高木は、デス･ゲームの主催者であり、時の最高権力者である内閣総理大臣･赤松剛之助が自分の実父である事、そして、その息子である赤松剛鬼が腹違いの兄である事を知る。剛之助と対立する政治家であり、高木の母親･志子の夫であった天馬人道から剛之助の母への凶状を知らされた高木は宿命を感じつつデス･ゲームを勝ち進んでいく。途中、更なる力「験力」を得ようと滝行を敢行した高木は自らの煩悩と戦い、遂には神と対話するに至り生命力を倍化させる「験力」を会得する。一方剛鬼はチベットに渡り対高木の修行を行っていた。四人目の護鬼、拳王･鬼龍院茂を苦戦しつつも退けた高木はチベット修行から戻りさらに強力となった剛鬼と最終決戦を開始する。途中、剛之助と母･志子の真実と剛鬼の過去、そして高木自身の過去を交えつつ恩讐を越えた闘いに高木は勝利する。デス･ゲームを終えた高木であったが、会場の外を包囲していた警官隊によって拘束される。護送車で運ばれる高木の姿が周囲の人間の見た最後の姿となった。
最終戦争から16年後、大阪にて4年に一度の東西連合のOB会が催された。高木の仲間達は旧交を温め合うが、肝心の高木のその後を知る者は誰もいなかった。そんな時高木がアフリカにいるという情報が飛び込んでくる。無罪放免で釈放された高木は桃千代と共にアフリカの紛争地帯に渡り、ボランティア団体の一員兼護衛として力なき人々を今も守り続けていたのだった。

## 登場人物

### 大阪編
高木義志（たかぎ よしゆき）
本編の主人公。関五工空手部主将で、大阪最大の暴走族･「狂気連合（きょうきれんごう）」頭兼三代目大阪魂。ただし、本人は余り大勢とつるむ事や、無用な喧嘩を好まない。又、「どんな悪人であっても男は女を守らなければならない」との主義の下、基本的に女性に手を挙げないが、小川小百合の放った真島朴によって竹内兄妹が瀕死の重傷を負った際には、怒りの余り小川を殴る寸前までいった。通称･「極道の高木」。年齢:17歳・身長:186cm･体重:93kg。口髭と稲妻カットがトレードマーク。当初は空手技を主体に戦っていたが、強敵に出会うたびに新たな拳法を習得していき、太極拳･神極拳･邪極拳を習得し龍天昇等々の強力な拳法を使いこなす様になっていった。愛用のバイクはカワサキ・Z400FXで、平山との対決の際に吉村によってチューンされている。
幼い頃は孤児院で育っており（本作終盤の善と悪編まで両親についての言及はなかった）、人見知りで気の弱い幼少時代を送っている。そんな時神雷功と出会い、空手を習った事で人生を一変させていった。それが行き過ぎたのか大川第十中学校（おおかわだいじゅうちゅうがっこう）在学時代は手のつけられないワルで大阪中に悪名を轟かせていたのだが、関五工に入学し森上真吾と出会ったことで改心し空手部に入部している。時代毎に髪型等が大きく変わっており、幼少時代･おかっぱ、中学〜関五工入学当初･パンチパーマ、空手部入部後･稲妻カットとなっている。
ガチガチの硬派を気取っているが、意外にスケベな面があったり、甘い物が好物だったり（特にアイスクリームが大好物。ただし、桃千代が作ったケーキを見て「ケーキは嫌い」と語っていた事も）と、お茶目かつおっちょこちょいにしてデリケートなところも。興奮すると「キャララララ」と奇声を発する。また、実は高所恐怖症である。勉強は理科や数学、英語や家庭科は得意だが国語が苦手で、活字を三分以上読むと体が拒絶反応を起こして鼻血が出てしまう。登場人物中、特にメタ発言が多い。
善と悪編にて僧大坊と行った験力の修行によって、精神世界で己の姿をした煩悩に打ち勝つ。しかし、神から完全な験力を授かる寸前でデス・ゲーム本戦を迎え、佐川らに起こされてしまう。そのため、当初は験力発動時に剛之助の悪の血によってもう一つの人格が目覚めており、制御しきれていなかった。しかし、精神世界で再会した神が再び験力を授け、高木に剛之助を許すよう告げたことで完全に験力を扱えるようになった。完全な験力を使用すると表情こそ通常のものだが、額に溜が生じる。
最終回のエピローグでは当時の古田警視総監の尽力によって人知れず出所し、桃千代を妻としていた。そして桃千代と共にアフリカに渡り、物資を略奪しようとする武装組織を素手で一蹴して目的地へ向かう所で物語は幕を閉じる。
悪の血人格の高木
デス・ゲーム本戦にて高木が験力を発動した際、剛之助の悪の血と高木の剛之助を憎む心の影響を受けて現れたもう一つの人格。髪や眉毛が逆立って額に白毫状の溜が生じ、一人称も「俺」から「俺様」となる。驚異的な戦闘センスを持ち、ダーティーな戦術を得意とする。性格は凶暴にして強欲、かつ怠惰。デス・ゲーム第3ラウンドで追い詰められた際に験力を発動したことで出現し、シヴァを破る。一旦は金のために剛之助に付こうとするが、天馬の必死の説得と志子の無意識の祈りで正気に戻る。
後に第4ラウンドで桃千代の危機に再び験力を発動したことで再来。「天馬たちとは仲間ではない」と告げるも、桃千代への恋心やいざという時の正義感は共通しており、彼女を守るべく鬼龍院と死闘を繰り広げる。激闘の末、験力を使い切れば自身の人格が消滅することを承知の上で、鬼龍院の放った最高出力の鬼溜砲から全験力を使って高木の身を守り、消滅する。
技
- 正拳五段突き（せいけんごだんづき）

初期の主力技で、佐川戦にて初披露した。五連続で正拳を繰り出す。
- 鶏口人中突き（けいこうじんちゅうづき）

片手の指をすべて組み合わせて相手の人中に突きを入れる。
- 十字受け（じゅうじうけ）

両腕で十字を作り、相手の攻撃を防御する。太極拳の防御テクと組み合わせることであらゆる力を受け流すことも可能。
- 外受け（そとうけ）

高木が研究して身に付けた精林寺拳法の技。体の外側からの相手の攻撃を腕で防御する。
- 燕返し（つばめがえし）

精林寺拳法の技。相手に掌底を喰らわせる。
- 宇宙パンチ（うちゅうパンチ）

一年生時代に山田を倒す為に使用された技で、強烈なパンチを放つ。高木いわく「宇宙の果てまで」吹き飛ばす威力を誇るとの事だが、「傷付いた自分だけでは月までしか飛ばせない」との理由で森上と共に放った。流石に喰らった山田は月までは吹き飛ばず、数メートル先まで吹き飛んで倒れるにとどまった。
- 発勁（はっけい）

太極拳の秘伝・究極奥義にして、太極拳習得後の高木の主力技。地を蹴る足の力を膝に送り、捻りを加える事で更に腰→右肩→右腕の順で力を送り、右拳から打ち出される力を相手の急所に打ち込む。高木や流雲は発動時に「爆裂発勁（ばくれつはっけい）」と言う。当初は制御が難しかったもののその破壊力は絶大で、当たると相手を死に至らしめる危険性がある事から、高木は流雲から「人間相手に放ってはいけない」と忠告されていた。そのため、決め技として定着したのは新宿編での佐藤戦以降。また、強大な力を一点から放つ為に使用者が消耗した状態では真っ直ぐに突き出すのが困難であり、百歩神拳には無効化されるなど決して無敵ではない。
高木は先述の発勁を「陽の発勁」と称しており、それとは逆に不慣れな左腕で突く事で捻りを不完全にし、拳を力の塊とする事で相手の身体に絶大な振動を送って時間差で骨を砕くタイプの発勁を「陰の発勁」と呼んでいる。
- 高探馬（こうたんま）

片手で掌底を放つ太極拳の技。打つ型が乗馬の際に鞍を探る手付きに似ている事からこの名が付いた。
- 転身跳脚（てんしんとうきゃく）

太極拳の技。相手の力を利用して反転し、逆立してから相手を両足で蹴り上げる。
- 扇通背（せんつうはい）

力を背中より通して両腕を扇の様に展開し、相手を自身の方に吸い寄せて振り払うと同時に掌底を決める太極拳の技。
- 楼膝拗歩（ろうしつようほ）

両手を交差させて掌底を放つ太極拳の技。
- 百歩神拳（ひゃっぽしんけん）

太極拳の技である気功術の一つ。体中の気を手から一度に放出するが、発勁ほどの威力はない。しかし、相手の発勁発動時に体から殆ど力がなくなり無防備となる瞬間を突く事で大ダメージを与える事も可能。高木は発動時に「爆裂百歩神拳」と言う。鬼泣き島での使用時は、｢秘芸!!百歩神拳!!｣と言う。また、気勢を極度に高めての乱発は使用者の身体に負担をかける。
- 魂の拳（たましいのこぶし）

莎武戦で使用。これまでに戦った猛者たちの魂をその身に背負い、彼らの技を繰り出す。対戦相手には技を放つ際の高木の姿がそれらの猛者たちに見える。
- 天地神明掌（てんちしんめいしょう）

神極拳の秘拳。潜心力（せんしんりょく）を引き出した拳から強烈な一撃を放つ。一度全力で使うと全身の力を使い果たすため、潜心力がずば抜けて高くない場合は一日待たなければ筋肉が回復しない。使用時は全気力を拳に集中する為、それ以外は無防備となるのが弱点。
- 時限爆弾掌（じげんばくだんしょう）

高木命名の技。当たった瞬間に拳を潰すことで高威力を発揮する神極拳のボディブローを応用して相手を攻撃し、相手の外面を傷つけずに内側を破壊する。
- アカデミー主演男優掌（アカデミーしゅえんだんゆうしょう）

高木が集英会の追手を欺くため、仲間たちと共に使用した秘技。福島外科にあった人工血液を体に被り、死んだふりを行う。しかし、引き上げる時に、血液に足を滑らしたトントンのせいで棚にしまってあった人工血液が棚からこぼれてしまい、ゲンゲンとトントンに死んだふりを勘付かれる。
- 龍天昇（たつてんしょう）

中国史上最強の拳法家･黄天昇が編み出した、史上最強の技。五種類の動物の動きを取り入れた形から放たれる。鶏が翼を広げて片足を上げる構えでバランスを取り、蛇の様に体に捻りを加えて力を蓄積。その力を鷹の爪のような形にした掌に伝え、熊が立つような姿勢から体内で力を増強。虎が獲物に襲い掛かるように相手に強烈な正拳を叩き込む。
高木は当初流雲の見せた動きを元に体得したが、不完全だった。後に太極拳の柔拳・神極拳の剛拳・邪極拳の超スピードによって完成形となることが判明し、我王との修行で極限状態となった高木は超スピードを体得。さらにあの世での天昇との修行によって、生命力を引き出すことで真の力を発揮できるようになり、「真龍天昇（しんたつてんしょう）」に進化した。
派生技として、周囲の障害物ごと相手を両手からの真龍天昇で吹き飛ばす「真龍天昇ダブルボンバー（しんたつてんしょうダブルボンバー）」や頭部に生命力を集中して頭突きを繰り出す「イナズマ龍天昇（イナズマたつてんしょう）」（高木は使用時、技名の前に「超激爆」を付ける）、鬼泣き島にて剛鬼との再戦で剛鬼の武器でもある｢頭｣を割るため使用した｢自爆覚悟の龍天昇・二刀突き」、験力発動時に放つ「超神次元真龍天昇（ちょうしんじげんしんたつてんしょう）」がある。性能が不完全なままフルパワーで使用すると体力や精力を大幅に消耗したり、完全習得しても体が慣れていない段階で多用するとその身に負担がかかるのが難点。
- 極楽蛙鳴掌（ごくらくあめいしょう）

天昇が編み出した技で、あの世にて高木が天昇から伝授された。相手の足を踏みつけ、蛙飛びの動作でアッパーを喰らわせる。これによって相手の上下と前後の動きを封じ、さらに超柔による力の分散を無効化して相手を攻撃できる。
- 高木ちゃん'sピロウ（たかぎちゃんズピロウ）

ミッキーのベアーズ・ピロウを模倣した超学習技。相手をアルゼンチン・バックブリーカーの体勢に捕らえ、壁を走ることで上昇。跳躍・反転して相手を地面に叩きつける。
- 男二人で抱き合って気色悪いけどまっいっかベアーハッグ（おとこふたりでだきあってきしょくわるいけどまっいっかベアーハッグ）

相手に飛びついて四肢で組み付き、ベアハッグで背骨を粉砕する。
松下正（まつした ただし）
空手部の新入生。斉藤と同期で二人セットで行動することが多い。別名「ぴえ〜んの松下」。血液型はB型。不良の多さで有名な関五工に入学するも、横暴なクラスメイトから悪質ないじめを受けていたため、強くなって箔をつけようと決意して空手部に入部。なお、中学時代は美術部の部長だった。
物語当初の主人公だったが、バトル路線に転向してからは高木に取って代わられた。正義感は強く、空手二段を自称しているが腕はからきしで、物語の初期は「（時に他の部員らも含めて）事件に巻き込まれてボコボコにされる〜高木が仇をとる」という展開が多かった。臭いを嗅いだだけで嘔吐する程に酒が苦手で、意外とマイペースにして現金かつ天然ボケな一面がある。バトル路線に転向後も斉藤や桃千代と共に狂言回しとして多く登場していたが、高木が東京に転校してからは舞台が大阪に戻るまでほぼ登場しなくなった。
高木が自らの死を偽装して東京に旅立つ際、高木の遺言で斉藤と共に空手部の副主将に就任。その後は斉藤・桃千代・森上・流雲と共に高木の生存を真っ先に知り、その門出を見送った。後に桃千代・斉藤と共に東京を訪れており、その際にはそれなりの実力者一人程度なら倒せる程に腕を上げていた。龍天昇編にて森上や斉藤と共に高木達の窮地を救い、大竹が集英会から奪った自動車を運転して彼らの退却に一役買う。エピローグでは再開された関五工の体育教師になっていた。
斉藤孝昭（さいとう たかあき）
空手部の新入生。V字カットの剃り込みと小さい黒目&口髭がトレードマーク。松下と同期にしてクラスメイト同士で、二人セットで行動する事が多い。別名「平常心の斉藤」。菊池桃子のファンとおぼしき描写がある。松下とマラソン大会でどちらが早くゴールするかで金を賭けて競争するも力尽き、松下にゴールまで背負われて運ばれた際に松下が倒れるや、手を伸ばして松下より早くゴールラインに到達したり、日国大付属空手部に因縁をつけられた際には咄嗟に校名を誤魔化そうとするなど、時に機転の利く一面を見せる。
高木が東京に向かった際に空手部の副主将となる。エピローグではデスゲーム会場でくすねた金の延べ棒一本から商売を始めて大阪で十店舗もの飲み屋を経営し、自家用車としてフェラーリを所有するまでに成功している。
本田桃千代（ほんだ ももちよ）
空手部のマネージャー。本作のヒロイン。不良に絡まれている所を助けてくれた高木に憧れて空手部に入部する。天然ボケの性格をしており、当初はヒロインというよりマスコットキャラクターのような存在だった。身長:156cm･B:81･W:59･H:86･体重:秘密。泣き声が凄まじく、その威力は破壊音波並み。しかし、素直で優しい少女である。また、死国連合編では高木の下に届いた招待状を他の女性からのラブレターと勘違いし、高木を折檻する嫉妬深い一面も見せた。黒髪のおかっぱ頭が特徴だったが、死国連合編以降はロングヘアになり、髪色も東京編以降はグレーになる。関五工商業部の1年4組に通っている。
阪神戦争編頃から高木への恋心がクローズアップされ始めるが、どちらかといえば桃千代の片思いだった。高木が東京に転校してからは松下や斉藤と共に一旦フェードアウトしていくが、後に関五工の女番となり、東京編の終わりに再登場する。この際にまりもとのヒロインバトルを征して高木と両想いになる。また、桃千代自身も高木を追って東京に転校（クラスは1年3組）し、それ以後は正真正銘のヒロインとして高木の精神的な支えとなっていった。
女性であるため基本的にはバトルに参加しないが、ギャグシーンで高木や松下らをボコボコにするなど、マネージャーながら関五工空手部の一年生中最も空手の腕前に優れている。また、高木の身体に刺さった暗海の義手をこっそり抜き取ったり、関節技を極められていた高木を助けるべくゲンゲンの顔面を蹴り助太刀したり、生死の淵をさまよう高木を呼び戻したりと要所要所で見せ場を作っている。
関東編からは性的な欲望の標的にされることが多くなり、善と悪編では麻薬漬けにされ剛鬼に忠誠を尽くす彼のペットとされたり、護鬼の鬼龍院茂に公開まな板ショーをされそうになったりと受難に遭う。実は剛鬼に対する態度は演技であり、終盤では森上を密かに助けている。最後は高木に助け出され、エピローグではアフリカで高木に寄り添い行動を共にしていた。
技
- 正拳人中突き（せいけんじんちゅうづき）

相手の人中に正拳を喰らわせる。
森上真吾（もりがみ しんご）
関五工空手部前主将。高木の一個上の先輩で、唯一頭が上がらない存在の人格者。二代目大阪魂。高木と同じくイナズマカットをしている。左目には過去の神雷戦で受けた傷があり、ほとんど視力が無いらしい。なお、当初部員たちにはその際の対決で神雷を病院送りにしたと語っていた。
普段は不良には珍しいぐらい沈着冷静で、滅多なことでは怒ったり人を威圧することはなく、剽軽で相手の弱みに付け込むことを良しとしない優しい面を持ち合わせる。また、関東編プロローグにて大阪へ帰ろうとする桃千代を追う高木が途中でトレーラートラックを持ち上げたと聞いた際には、笑いすぎて顎を外したため一週間通院する羽目となり、高木も再会したら同じ目に合わせるべく一発ギャグを編み出そうとするなどユーモラスな一面も。
しかし怒りの頂点に達した時は誰よりも凄まじく、憑りつかれたかのように「クックックッ…打っ殺したる」と繰り返し口にしつつ、痛みを感じないかのようなタフネスで眼の前の敵を容赦なく潰す上、止めようとした味方まで分別なく攻撃する非常に危険な性癖を持つ。かつてその状態になった時は、その場にいた500人を半殺しの目に合わせたという。そのため、「大阪の狂狼（きょうろう）」の異名も持っている。
後の死国連合編では神雷の発勁により残った右目の方も完全に潰されてしまい、その際に意識不明の重体となる。しかし、太極拳の極意習得に励む高木の前に幻影として現れ、神雷を救うように告げた後無事一命を取り留めた。それ以後は黒い眼帯を着けるようになったが、龍天昇編で再登場したときには眼帯をつけておらず、左目同様に目の上下に走る傷のみになっていた。ゲンゲンたちに追い詰められた高木らを松下・斉藤と共に救い、更に加馬田たちと共に桐山の策略で機動隊員に狙われた関西・東京・関東の猛者達を奇策を駆使して救出する。しかし、莎武・デビッド共々集英会によって包囲され、自身も銃撃されるもデビッドの自己犠牲によって何とか脱出。桐山と暗海を追い詰めるも追いついたゲンゲンと対決。自らの腕をナイフで刺し、噴き出した血で目潰しをするも敵わなかった。
善と悪編では加賀谷に騙されて広島港におびき出された挙句仲間たちと共に集英会に包囲され、剛鬼に挑むも敗北。散り際に剛鬼が本当に恐れており、それを否定しなければ彼が不安に陥るものについて指摘。捕らえられてデス・ゲーム終了直後に高木への刺客として送り込まれる。クスリ漬けにされていたかに見えたが、桃千代が麻薬に見せかけてブドウ糖を注射していたため事なきを得、高木と共に戦う。エピローグでは猛勉強の末に弁護士になった事が語られ、更に皆が追い求めてやまない高木の居場所を突き止めた。
技
- 両刀掌底拳（りょうとうしょうていけん）

森上最大の得意技。相手に両手で掌底を叩き込む。高木もリック戦や莎武戦、寺本戦にて使用している。
加馬田稲作（かばだ いなさく）
関五校空手部副主将。高木と同期。別段空手の腕もない太った醜男であるが、元来は生来の小心と運動神経の鈍さを理由に周囲から虐げられていた。そこを森上に助けられた事から、彼に憧れて入部。それ以後人一倍空手部を愛する様になり、雨の日も雪の日も部活動は無遅刻無欠席で、それが森上に認められて副主将に抜擢された。
新人イビリを好む性格も悪い人物であるが、高木には度々成敗されているため頭が上がらない。そんな彼だが、阪神戦争編では高木の留守中に空手部を襲撃してきた神戸勢に体を張って抵抗するなど、副主将として男を見せた事もある。高木が東京に向かった際にはその表向きの遺言によって空手部の主将となる。
龍天昇編にて寺本達を機動隊から救い、「高木に空手を教えたのは自分」と吹き込んだものの、寺本の「高木が後ろにいる」との冗談に驚く。その後はゲンゲンに蹂躙される寺本達を救うべく高木の居場所を吐くが、約束を反故にしたゲンゲンとトントンが残した集英会会員達に叩きのめされる。エピローグでも相変わらずの調子で、東西連合OB会に遅刻した松下と斉藤に「ウルトラマン」という筋トレを30分行わせる罰を加えている。
水口（みずぐち）
関五工空手部の2年生。モヒカンヘアとロッカー風のメイク、オカマ口調が特徴。本編開始以前における昨年度の新入生歓迎コンパニオンにて先輩からの「根性注入」と称した制裁を受け、その影響で男色の気に目覚めた。
漫辞（まんじ）
関五工空手部の2年生。卍マークを模した髪形が特徴。
福間（ふくま）
空手部の新入生で、スキンヘッドが特徴の純情な青年。高木に恨みを持つ勇次（後述）の襲撃を受けて入院した事がある。後に奈良林の計略がきっかけとなり、光代と交際。彼女と結婚し、その間に一児を授かる。最終回にて光代と長身に成長した息子を連れてOB会に顔を出している。
富田（とみた）
空手部の新入生で、長身。とぼけた印象だが、実力行使の際は意外とえげつない。三点倒立が得意。
忍穂井（おしほい）
空手部の新入生。名前を名乗っていたコマでは顔が隠れており、劇中で名乗っていない新入生達の顔を見る限り、どの新入生が彼なのかは不明。空手部の新入生歓迎コンパにおいて行われた「根性パフォーマンス」ではパンツから睾丸をはみ出させ、「稲荷寿司」と称する下品な一発芸を見せた。しかし、その場にいた三年生たちからは受けなかった。
中尾（なかお）
空手部の新入生。新歓コンパでの根性パフォーマンスでは皿の上に脱糞し、「カレーライス」と称する下品な芸を見せた。こちらも三年生達には全く受けなかった。
古田（ふるた）
空手部の新入生で、縞模様の髪形をしている。とぼけた印象で、語尾が舌足らずなのが特徴。
杉本（すぎもと）
空手部の新入生で、眉毛が繋がっている。プラモデルを作るのが得意なアニメファンで、先輩によって無理矢理空手部に入部させられた。体力不足で、度々空手部の過酷なシゴキにさらされては松下に心配されている。一度は退部も考えていたが、松下達との思い出を忘れられず、根性を振り絞って空手部に残る事を決意した。
山口文太（やまぐち ぶんた）
関五工空手部OBであるヤクザの幹部で、高木や森上とも顔見知りである。「長ドスの舞い」を得意とする事から「人斬り山口」の異名を取る。過激寄りで極道狂な性格のヤクザながら悪人ではないが、怒らせると「両親は健在か?」の問いと共に相手に牙を剥く（相手に両親がいると分かれば命までは奪わない）。加えてかなりの酒乱であり、酔うと見境なく暴れ回る。ちなみに射的は下手だが、本人いわく「コルトガバメントで五人の敵を大阪湾に沈めた」と語っている。
網走の刑務所から三年の刑期を終えて出所後、関五工の文化祭に姿を見せる。しかし、エアガン射的コーナーで騒動を起こしている所に各模擬店の護衛をしていた松下達が駆け付け、紆余曲折の末に松下達が事情を知った為、意気投合する。しかし、松下達が大量の酒を飲ませた事で泥酔し暴走。文化祭をメチャクチャにし、周囲からの催促で渋々止めに入った高木と対決。長ドスの舞いで高木を切り刻むも、激昂した高木に一蹴される。
技
- 長ドスの舞い（ながドスのまい）

日本刀を振り回す、山口が誇る伝説の技。見たら最後二度と見る事は出来ないと言われている。
岩鉄（がんてつ）
関五工の体育教諭にして空手部顧問で、関五工のクラブ相談も行っている。何かと「青春」を口にしており、スキンヘッドに後ろから見ると漢字の「青春」の形に髪の毛を残した独特の髪形をしている。優れた空手の腕前とリンゴを簡単に握り潰す握力を誇る。部には月一回ほどしか来ないものの、一度来ると「シゴキの一つや二つ青春と思えば何でもない」の信条の下に病院送りが2～3人出ると言われる程の伝説的なスパルタ指導を行うため、高木を含め部員達からは恐れられている。
しかし、高木が自身を恨む勇次の手で部員たちが傷付けられた折、理由も言わずに彼に退部届を出した際には、当初こそ痛めつけてまで理由を吐かそうとしたものの最終的に折れ、「自分の決めた事に悔いのない様に」と激励。後に高木と勇次の喧嘩の一部始終を目撃するや退部届を破り捨て、二人を病院へ連れて行くなど粋な一面も見せる。松下と斉藤のクラスで体育を教えている教諭･千葉（ちば）の病欠時には、彼の代理として体育の授業を受け持った事も。
大師範（だいしはん）
岩鉄の空手の師にして破剛神明流（はごうしんめいりゅう）空手の継承者である老人で、岩鉄以上のスパルタぶりを見せる。禿げ頭に女性器の簡略図のような傷（アニメでは頭頂部の縦に走る一本傷が無くなっている）を持ち、86歳と4か月の高齢ながら空手の腕前はかなり高い。その一方、高齢を迎えた事で自身を「若者」と称するなど年に関して敏感になっており、「じじい」･「老人」･「年寄り」･「糖尿」などといった年齢に関する言葉を聞くと激怒して傷から血が噴き出し、周囲に襲い掛かるが、「ゴンドラの唄」（アニメでは「故郷」）を聞くと沈静化する。しかし、極端に激昂している時はこの方法が通用しない。元旧日本軍の兵士らしく、太平洋戦争時代にラバウルに赴いていたことを示唆させる発言をしている。
ひよこ
本作のマスコット的存在。道端で一羽50円で売られながらも路上に放置されていたところ、高木に拾われた四羽のヒヨコたち。ひよ子（ひよこ）・ひよ吉（ひよきち）などの名前がある。拾われてから半年後に成長するも、高木によってフライドチキンにされた。その後も一羽だけ二代目が登場し、東京編では佐藤に追い詰められた高木の口元に栄養ドリンクを運んで飲ませ、逆転のきっかけを作っている。
桃千代の母
桃千代の母親で、太めの体型をしている。事件に巻き込まれた娘の身を案じることもしばしば。
杉本の母
杉本の母親。息子を「ヒロちゃん」と呼ぶ。
安藤誠（あんどう まこと）
関五工ボクシング部主将。かつて暴力事件を起こして停学を喰らっていたが、停学が解けた折に高木と決闘を行う。初戦では懐に入れたひよこたちを高木が庇ったため勝利するが、再戦にて「体全体が武器」である空手を駆使する高木に拳しか使えないボクシングの弱点を突かれ、敗北。それ以後は高木の友人となり、数多く登場した。愛車はトヨタ・ソアラで、甘いものが苦手。死国連合編において四鬼神に敗北するも、高木の遺言によって西大阪を預かる大阪魂補佐に任命される。
龍天昇編では飛鳥達と共に怒髪天組の事務所を襲撃する。善と悪編では剛鬼の罠にかかった際に彼に挑むも、顎への蹴りを受けて敗北。捕らえられてリンチ・クスリ漬けにされてしまい、デス・ゲーム第1ラウンドで人質にされる。ミッキーを倒した高木に救出されるも麻薬の影響で錯乱状態となっており、高木への恨み言と赤松親子への忠誠心を述べながら彼をナイフで刺すも、致命傷を負わせるには至らなかった。その後は無事回復し、最終決戦に参加。エピローグではボクシングジムを経営していると語られている。
アニメでは高木との決闘に至る経緯が描かれておらず、最初から彼の友人として登場している。
川口（かわぐち）
関五工ボクシング部部員。高木が安藤に敗れた後、松下ら空手部員に対してパシリをさせるなどの傲慢な態度を取っていた。しかし、高木が安藤との再戦を制するや松下と斉藤に逆襲される。
嵐山勘十郎（あらしやま かんじゅうろう）
関五工で30年間生活指導を担当している教師。厳格な性格で、校則違反者に対しては手にした「教育精神注入棒（きょういくせいしんちゅうにゅうぼう）」の殴打で制裁を加える。校則違反と喧嘩の絶えない高木を問題視し、「喧嘩を行えば空手部を廃部にする」と条件を取り付けた事もある。
友子（ともこ）
桃千代のクラスメイトにして友人の女子生徒。ポニーテールが特徴。桃千代たちと共にクリスマスパーティーを行ったことも。
上田ひろし（うえだ ひろし）
関五工の三年生で、ラグビー部キャプテン。超高校級のラグビーテクの持ち主でもある。高木の身体能力に目を付け、度々ラグビー部に誘っている。部に十二人しか部員がおらず、なおかつ地区大会で二回戦進出を果たしていない弱小チームである事を日国大付属のラグビー部に嘲笑され、更に高校生同士の賭けで大穴扱いされていたのを聞いた高木が憤慨し、関五工の勝利に十万円賭けると同時に助っ人に加わる。試合途中に尾田によって負傷させられ戦線離脱するも、高木達の活躍によって二回戦に進出する事が出来た。
林（はやし）
関五工の生徒会長。眼鏡をかけており、不正を許さない真面目かつ勇敢な少女。松下からは「ゲリ勉女（「ガリ勉女」の言い間違い）」と呼ばれており、本人は気に入らない様子。関五工を不良のいない楽しい学校にする事を目的としており、空手部を目の敵にする。松下と斉藤が電車内で痴漢を行っている不良グループを成敗した姿を写真に収め、一度は彼らの暴力行為を理由に空手部を一週間の休部に追い込む。しかし、松下達への復讐を画策する不良達に捕らえられるが、高木達により無事救出される。その際に高木達をわずかながら認め、空手部の休部を取り消した。東京編の林行治との関係は不明。
吉村（よしむら）
関五工の特待生で、女性的な所作と口調から「オカマの吉村ちゃん」と呼ばれる。弱冠17歳にしてバイク・車に関してプロ顔負けの技術力を持ち、ファクトリーチームからもスカウトを受けるほど有名。マシン整備の腕前には絶対の自信を持っており、マシンをとても大事に思っている。平山とは旧知の中で、共にカーレースの本場・ヨーロッパ進出を目指していた。だが、平山が足を負傷してレース続行が不可能となり（自身もその際の事故でかすり傷を負ったが回復している）、次第に平山との距離は離れていった。
阪奈のこうもりに抜かれた高木からカワサキのチューンを依頼されるも、この一件に平山が絡んでいると悟るやそれを渋る。しかし、「死人が出ようと走り屋気取りは許さない」とする平山の態度を見たことで高木への協力を決意する。その後は平山を止めるべく、自身のチューンしたバイクに乗った高木を支援。レース後は改心した平山に「いつまでも夢を捨てずに待っている」と伝えた。最終回において、WGPロードレース最速マシンを作る名エンジニアとなった事が明かされた。
山田（やまだ）
松下のクラス・1年2組の生徒。肥満体と縞模様の髪形が特徴。相棒のクラスメイト一名と共に、松下や斉藤を含めたクラスメイト達に弱い者いじめを行っていた。しかし、松下と斉藤によって相棒もろとも成敗される。
立山（たてやま）
松下と斉藤のクラスメイト。山田達にいじめられていたが、松下達に助けられる。その後、加馬田ら空手部の二年生部員達にカツアゲをされていた所、高木の激励で勇気を振り絞った松下と斉藤が助けに入るも、彼らが二年生達に痛めつけられるや逃走した。
戸沢（とざわ）
関五工の保健体育教諭で、一年二組で保健体育を教えている。山田達を成敗して自慢げの松下に対し、着席するよう促した。
アホ犬（アホいぬ）
ランニング中の松下が川に浮かんでいる所を発見した捨て犬。高木に無理やり川に飛び込ませられた松下によって救出され、松下に恩を感じて空手部の部室に居着くようになる。松下を振り回しながらも時には助けていき、彼とは強い絆で結ばれる。しかしある時、急性型のレプトスピラ症に倒れ、動物病院に入院する。だが、預けられた先の保健所から脱走し、最期の力を振り絞って空手部にやって来る。松下との再会もつかの間、力尽きて死亡。その後、部室の側に墓が建てられた。
東福寺（とうふくじ）
高木のクラスである2年1組にやって来た転校生。攻防共に優れた精林寺拳法（せいりんじけんぽう）なる拳法の使い手で、強者に勝つ為に自分を鍛え、最強の男にならんとする。転入早々高木のクラスの実力者達や三年生グループを一蹴し、更に高木を標的とする。高木と戦おうとするもことごとく逃げられ、最後の手段として部員達を痛めつけて彼を挑発。一度は空手の単調な戦術を完封して高木を破るも、精林寺拳法を研究した上で捨て身の戦術を取った高木に敗北する。
上級生の女子生徒
桃千代のクラスメイトの不良女子生徒達が桃千代に陰険な嫌がらせを繰り返した末、耐えかねて自分達に立ち向かった際に助っ人として呼んだ大柄な女子生徒。鎖を武器としており、桃千代との初戦では男子生徒をも倒す彼女の正拳突きを物ともしないタフさを見せて完勝。再戦では高木の秘策で素早い動きに対処出来る様になったものの、不良生徒達に右手を負傷させられながらも高木のかけた暗示で一度だけ右手が使える様になった桃千代に動きを見切られ、顔面に正拳突きを受けて敗北。全治一か月の重傷を負った。
全子（ぜんこ）
桃千代のクラスメイトである不良女子生徒達の一人で、長髪とマスクが特徴。高木を自分達の側に引き込もうと企み、桃千代に嫌がらせを行う。彼女達に対抗する姿勢を見せた桃千代の右手を戸で勢いよく挟んで重傷を負わせるも、単独でトイレに向かった際に高木の授けた策を実践した桃千代に一蹴される。その後は他の不良女子生徒達と共に桃千代を慕う様になった。
山田（やまだ）（旧三年生）
高木が関五工に入学した当時の三年生の頭を張っていた男子生徒。プライドが高くかなりの卑劣漢。入学式当日に上級生達に喧嘩を売ろうとした高木の呼びかけに応じ、当時の関五工の実力者達の大半と共に体育館裏に集合。高木に襲い掛かるが、彼の圧倒的な強さの前に敗北。その後は森上に高木を倒すよう取り入るも失敗し、高木のバイクに工作をして彼の頭部に重傷を負わせる（高木はその傷の治療を受けた際、医師によって自慢のパンチパーマを坊主頭にされた）。さらにバイクに工作したのは森上であると高木に吹き込み、空手部に殴り込みをかけるよう仕向けて共倒れさせようとする。
高木と森上が相打ちになった所で空手部を襲撃して壊滅させ、止めに空手部の看板を燃やそうとするも、復活した高木の猛攻によって仲間たちは退散。自身も高木と森上の鉄拳を受け、鼻を折られて敗れる。その後は長らく高木らと会わなかったが、高木が喫茶店で森上との馴れ初めを松下たちに語っていた所に舎弟を連れて現れ、骨折のために曲がった鼻を見せている。舎弟には「森上を一撃で倒した」と触れ回っていたが、二人に再会するや彼らに軽口を叩いた舎弟を厳しく叱責しつつも殴打し、慌てて逃げていった。
佐川章夫（さがわ あきお）
関五工を目の敵とする高校・日本国体育大学付属高校空手部主将（当初は副主将）。かつて空手の公式試合において、高木の顔面に拳を当ててしまい反則負けするも裁定に納得のいかない高木が暴走したため、逆に反則勝ちとなった過去があった。そのため後に真の決着をつけるべく高木と決闘するが敗北した。高木の友人の一人であり、何度となく再登場している。
死国編の大阪魂決定戦では飯村を瞬殺し、続く死国連合との対決では死国連合のアジトとなった大阪南港倉庫に森上たちと同行。彼らを神雷の下へと向かわせ、北村・篠崎・外川・飯村と共に殿軍を務めるも、全員が死国連合の人海戦術に散る。また、高木の遺言により新たに大阪魂補佐として東大阪を預かっている。善と悪編では剛鬼に矢状縫合を蹴り砕かれて敗北。捕らえられてデス・ゲーム第1ラウンドの人質とされるも高木によって助かる。他の仲間たちと比べて比較的傷が浅く正気を保っていたため、その後は高木のバックアップに回る。エピローグでは空手道場を開き、子供たちに教えていると語る。
技
- 正拳四段突き（せいけんよんだんづき）

佐川が最も得意とする技。正拳を四連続で繰り出す。
- 秘中正拳突き（ひちゅうせいけんづき）

両鎖骨の間の秘中を突く。
稲垣大字（いながき だいじ）
日国大付属空手部の先代主将。高木との公式戦に挑む佐川に対して、「学校のメンツにかけて絶対に勝て」と檄を飛ばした。その後、試合の裁定に納得が行かない高木が佐川に喰ってかかるや「どんな形でも優勝すればいい」と反則勝ちを肯定。反撃しようとする佐川を制止した。
尾田（おだ）
全国大会にも出場する名門チーム・日国大付属ラグビー部の主将。笑い声は「グシュシュ」で、その巨体から高木に「アンドレ」と呼ばれる。強烈な張り手を得意としており、ラグビーでは巨体を生かした強烈なタックルを駆使する。その実力から関五工ラグビー部を侮っていたが、それに憤る高木が関五工ラグビー部の勝利に十万円を賭ける形で彼らに挑戦状を叩きつけ、大阪地区大会の一回戦で高木・松下・斉藤が助っ人に加わった関五工ラグビー部と対戦する。
高木と上田を徹底的にマークし、さらに審判に気付かれないようにわざと高木の顔面にボールを当てさせたり、圧倒的点差をつけて関五工を追い込む。しかし関五工の力押しによって点差を縮められ、焦った彼はタックルの際に上田の顔面に膝蹴りを喰らわせて負傷させるも、ボールを持った松下を強引に放り投げてトライする高木の奇策と高木がゴールキックを決めたことで敗北。試合後は高木との交渉で掛け金三百万円を払えず、うろたえる所に高木の正拳を受けて倒れる。
北村剛（きたむら つよし）
私立忍ヶ丘学園（しりつしのびがおかがくえん）相撲部主将。おたふく風邪の高木に挑むが、根性を見せた高木に投げ飛ばされ敗北。阪神戦争編ではキタに侵攻してきた末永らによって、仲間たちもろとも蹂躙された。死国編では大阪魂決定戦に参戦するが高木に再び敗北。龍天昇編で再登場するもののゲンゲンに踏み潰される。
竹田光代（たけだ みつよ）
松下たちが奈良林と同行した際、彼がナンパして連れて来たと語っていた美少女。年齢は松下たちより二つ年上。福間といい感じになり一夜を過ごすが、翌日自身が妊娠したと福間に語る。しかし実は奈良林の愛人で、彼の悪事に加担していた。そうとも知らずに子供の養育費を稼ぐためにアルバイトに励む福間の姿を目の当たりにし、かつ高木から真相を聞かされた松下たちの説得を受けて改心。事件解決後は福間に真相を話すも、それ以降は本当に妊娠していたこともあって交際するようになり、エピローグでは夫子と共にOB会に参加している。
佐野優子（さの ゆうこ）
レディースチーム・「女凶（めきょう）」の初代頭で、大川十中時代の高木の彼女。棒術を得意とするクールな不良ではあったが、正義感が強くクラスのマドンナ的存在であった。高木と共に飛鳥を庇ったことがきっかけで彼女と親しくなり、飛鳥に棒術を仕込んでいた。寂しがり屋で不良の烙印を押されている少女たちの憩いの場を作ろうと女凶結成を思い立ち、飛鳥を頭補佐に任命する。しかし、高木に関する暴走族抗争の折に敵対グループからレイプを受け、放心状態の所を車に撥ねられて死亡する。
五月飛鳥（さつき あすか）
女凶の元・頭補佐にして三代目頭で、恵の姉。勉強が得意でストイックな性格から「優等生の飛鳥」と呼ばれていた。中学時代、不良に絡まれていた所をクラスメイトの高木と優子に助けられたことがきっかけで優子と親しくなり、彼女から棒術を教わる。しかし、優子の事故死を機に女凶を解散。その後は恵が女凶を再結成したことを知り、彼女を引き留めるも聞き入れられず、高木に恵を説得するように告げるも、恵が後述の理由によって事故死。その最期を看取った後は優子と恵の死の遠因となった大阪中の暴走族に対して復讐を誓い、血のにじむような努力と周到な準備の下に女凶を再結成する。
鉄の棒を駆使した棒術で安藤や寺本を襲撃して負傷させ、さらに恵と優子の墓参りに来ていた高木を襲撃し、重傷を負わせる。さらに松下たちを狙うも、桃千代が松下を庇って重体となり、退却。その後は安藤に追い詰められて逆襲されるも、静止に入った高木の説得にも聞く耳を持たず彼を痛めつける。だが、森上に自身の行為を「親友と妹を失った悲しみのはけ口を自分たちに向けているだけ」と見抜かれ、自身も傷付きながらも立ち上がる高木の熱意に心打たれて復讐を断念。桃千代も一命を取り留めた。その後は高木たちと和解し、安藤に対してはかつての因縁から喧嘩しつつも気が合う様子を見せており、次第にいい関係になっていった。エピローグでは安藤との結婚が決まった旨を報告している。
五月恵（さつき めぐみ）
女凶の二代目頭を張る15歳の少女で、飛鳥の妹。明るく軽い性格。通称・「メグ」。二年前に自身が女凶に所属して初めて参加した暴走族の集会にて出会った高木に憧れ、暴走族の道を歩む。しかし、女性が暴走族をすることに対して否定的な態度を取る高木に励ましの言葉をかければ睨まれ、再会した際には暴走族をやめるよう言われるが、それは彼が付き合っていた初代頭の優子が先述の理由で交通事故死したことが原因であった。
そうとは知らずに高木を振り向かせるべく彼を狙う京神連合から高木を逃がし、高木からはそのことで釘を刺されるも、二年前の励ましの言葉を彼女から聞いたことに関して内心では感謝されていたことを知り、女凶の解散を決意する。しかし、大門に復讐目的で捕らえられ、奇しくも優子と同じくレイプされて放心状態の所を車に撥ねられ、瀕死の重傷を負う。病室に駆けつけた飛鳥に「悪いのは自分で、高木に責任はない」と告げて死亡。この一件が飛鳥を復讐に走らせる原因となった。
サチ
女凶の一員で、ボディコン姿で肥満体の女性。京神連合から高木を逃がす際、ロープを電柱に括りつけて罠を張り、京神連合を食い止めた。
ヒロエ
女凶メンバー行きつけのスナック・「NOBU（ノブ）」のママ。恵に高木を助けて振り向かせることを提案する。しかし、大門の行為が原因で恵が事故死すと、病院にある彼女の亡骸の前で後から来た高木に涙ながらに事情を説明した。
平山恵二（ひらやま けいじ）
二年前、筑波サーキットSACレースにおいて弱冠19歳で優勝した経歴を持つ元・凄腕レーサー。フロントにコウモリのマークの描かれたマツダ・NEWセブンを愛車にしている。相棒の吉村と共にヨーロッパで走ることを夢に活動を続けていた。しかし、レーサー気取りの素人ドライバーが強引に彼と吉村の乗る車に勝負を挑み、その際に自車が相手車に突っ込まれたことで左足をめり込んだエンジンに挟まれて負傷し、その傷が原因で二度と素足でクラッチを踏めなくなった。その後は走り屋たちへの復讐を決意し、阪奈道路にて走り屋たち相手に過激な競争を仕掛けるようになり、「阪奈のこうもり」と呼ばれるようになった。
高木との初対面ではカワサキに乗った彼を追い抜いて川に転落するや高木を嘲笑して去り、プライドを傷付けられた高木を乗せた安藤のソアラをもコーナーで煽って縁石に衝突させ、いずれも高木にバンドエイドを渡して姿を消している。しかし、内心では以前のように吉村と共に走りたい気持ちと事故に陥らせた相手への罪悪感を抱いており、対戦相手にも熱い走りを求めていた。だが、ある時弾みで対戦相手の車を突き飛ばして大破炎上させ、ドライバーを死なせてしまう。
その後は吉村がチューンしたカワサキを駆る高木と最後のレースを行い、自身を逮捕しようとする警官の邪魔や負傷を物ともせずに走り続ける高木に敗北し、自身の愛車も転倒し大破。しかし、レーシングスーツを着用していたため軽傷で済み、高木からバンドエイドを返されると共に「今度はサーキットで熱い走りを見せてくれ」と激励される。傷害致死罪によって少年院に送致されるも、その一年後にレース活動に復帰した。エピローグでは苦労の末にF1パイロットに昇格している。
民宿のおばちゃん
関五工空手部が毎年合宿にて宿泊している北海道函館市にある民宿の主人。明るい性格で、料理と裁縫が得意。一人息子のひろしと暮らしているが、ある時合宿に来ていた空手部に民宿の閉店を告げる。実はひろしの出自を知るヤクザに付けこまれて金を取り立てられており、民宿を売って用意した三百万円でヤクザと手を切ろうとしていた。約束を反故にされそうになるが、危うい所を高木たちに助けられる。その後、民宿は存続することとなった。
ひろし
民宿のおばちゃんの息子である少年。実はおばちゃんの実の子ではなく、彼女の夫を殺した殺人犯の息子。そのことを知らないままおばちゃんに育てられていた。夜中に偶然悪夢にうなされたことで起きてしまい、おばちゃんを脅すヤクザたちを目の当たりにする。おばちゃんを守ろうとしてヤクザに一蹴されるが、松下や高木がヤクザに立ち向かったことで助かる。先述の上田ひろしとは別人。
榊原（さかきばら）
松下の中学時代の後輩である立山東中学校（たてやまひがしちゅうがっこう）の女子生徒で、美術部の部長。他人に遠慮しないトラブルメーカーだが、松下のことは慕っている。偶然松下と再会し、自身の失言がきっかけで不良に絡まれるも、松下の機転で助かる。その後、自分にしつこく言い寄る男子生徒を「自分の彼氏である松下を倒したら付き合う」と煽ったことがきっかけで松下が危機に陥る。しかし、松下は根性を見せたことでその場を切り抜け、その後は彼を見送った。
野村（のむら）
17歳ながら何度も傷害事件を起こして少年院を行き来している凶暴な少年。メリケンサック・ナックルカイザーを装備しての殴打を得意とする。榊原と付き合おうとする男子生徒が高木を松下と勘違いして襲撃し、返り討ちに遭ったため、助っ人として呼ばれた。偶然松下を目撃し、倒そうとする。しかし、何度殴られても根性で立ち上がる松下に根負けし、高木のことを知らないまま「男子生徒たちが本当にやられた相手を倒せば文句はない」と見逃す。しかし、偶然出会った高木に男子生徒たち共々敗れる。
多田勇次（ただ ゆうじ）
高木の幼馴染で、中学時代は将棋部に所属していた。二年前、昇段試験の受験が決まった当日に高木の頼みを受け、殴り込みをかけてきた他校の不良たちを迎え撃つも、劣勢になった高木を救うために将棋の駒を相手の口に詰めて殴ったところ、その相手が弾みで舌を噛み切って死亡。それが原因で少年院に入れられた挙句将棋の道を断たれ、高木への恨みを募らせながら院内での喧嘩を勝ち抜いていった。
少年院を出た後、高木に精神的苦痛を与えるべく通り魔的に福間や松下を襲撃して重傷を負わせる。その後、自身が死なせた相手の墓参りに向かった際に、部員たちを守って事態を収拾するべく、理由も言わずに退部届けを出した高木（彼も責任を感じて毎日のように墓の掃除に来ていた）と遭遇し、対決。将棋の駒を指の間に挟んでメリケンサック代わりにしたり、相手の口に駒を詰めてから殴打して相手の歯を折る戦法で高木を追い込むが、高木に将棋への未練を持っていることを看破された上、決死の一撃を喰らい敗北。その後は岩鉄によって高木共々病院へ搬送され、高木とも和解した。なお、高木は彼が回り将棋を志しているものと勘違いしていた。
立花（たちばな）
京橋一帯を取り仕切る集英会系ヤクザ組織・「関西連合集英京神会（かんさいれんごうしゅうえいきょうしんかい）」の組長。卑劣で陰険な性格。山根を叩きのめした松下と斉藤を自分たちの事務所に連れて行き、落とし前として30万円を払うよう二人に要求する。頑として支払いを拒否する松下らに業を煮やして暴行を加え、松下の左腕を折る。しかし、斉藤の機転によって電話で呼び出された高木が事務所に現れたことで形勢逆転され、けしかけた組員たちも倒される。追い詰められた彼は関係組のヤクザたちに招集をかけようとして高木らを脅し、無抵抗で松下らを返そうとする高木を痛めつける。さらに松下たちに400万円を払うよう要求した上で高木をドスで刺すが、激怒した高木に倒される。
山根純二（やまね じゅんじ）
斉藤の中学生時代のクラスメイトで、喧嘩が弱いながらも強者の影に隠れてはしゃいでいた小物のチンピラ。中学卒業後は集英京神会の組員となっている。銀行から空手部の部費をおろして帰る斉藤と偶然出会い、斉藤から部費を奪って辱めた上で痛めつける。しかし、松下の助けを借りた斉藤に逆襲される。その後は立花らの介入で助かるも、彼らから制裁を受けた。
大門純（だいもん じゅん）
京都を拠点とする、三本柱台頭前の神戸を7日で支配下に置くほどの凶暴な暴走族・「京悪（きょうあく）」を中心に構成される暴走族連合・「京神連合（きょうしんれんごう）」の頭。額にホクロがある。「鬼の生まれ変わり」と呼ばれるほどの極悪非道さを誇り、大阪を我が物にするべく高木を狙う。高木を襲撃するも、女凶の妨害で逃げられてしまい、自身もバイク搭乗中に女凶の仕掛けたロープに引っ掛かり、転倒して負傷。その後、復讐のために恵を拉致して犯し、彼女の死を招く結果となる。その行為が高木の怒りに触れ、京都に殴り込みをかけた高木の猛攻に押される。命乞いも虚しく、自身のバイクを投げつけられて敗れる。
奈良林（ならばやし）
福間の中学生時代の二学年年上の先輩で、2メートルほどの長身にして美形。「ひっかけの奈良林」の異名をとるほどのナンパ名人で、福間たちの憧れの的だった。松下たちに光代たちを紹介するが、実際は自身の愛人たちに妊娠させられた風を装わせて大金をゆすり取る恐喝行為を行っていた（高木もその噂を聞き知っていた）。真実を知った松下たちの説得にも応じず、これ以上の悪事への加担を拒む光代を殴り倒す。怒りに燃えて立ち向かう松下を一蹴するも、高木から石を手渡された松下に殴り倒される。
大塚直也（おおつか なおや）
北原高等学校（きたはらこうとうがっこう）の生徒にして、ボクシング部員である美男かつ高木を上回る長身の高校生。通称・「ナオ」。少年時代からボクシングを嗜んでおり、Jr.級チャンピオンの座に上り詰めるほどの超高校級のボクシングセンスとアイドル並みの人気を誇る。安藤のボクシング地区予選における最大のライバルでもある。しかし本性は好色かつ傲慢で、女性を落として性行為に及んでは不良仲間に回すことを好む冷酷な人物。
チャラついた男性たちに絡まれていた桃千代を救い、巧みな手口で彼女の心を射止める。そして桃千代を「誕生パーティーを祝う」との名目で部室に呼びつけ、犯そうとするも、すんでの所で逃げられてしまう。桃千代は彼らに追われた末に階段から転落し重体となり、その現場を目撃した高木の逆鱗に触れる。その後、桃千代の敵討ちのためにボクシング部の助っ人を買って出た高木と地区予選の決勝戦で対決し、高木を猛ラッシュで苦戦させる。しかし、意識を取り戻して病院から会場に駆け付けた桃千代の応援で復活した高木の正拳五段突きで吹き飛ばされ、ロープで跳ね返ったところに強烈なアッパーを顎に受けて敗北。その際に顎を複雑骨折し、後日その傷が致命傷となってボクシング界から姿を消した。
古田（ふるた）（解説者）
全国高校ラグビー大阪地区大会の一回戦にて、解説者を務めていた眼鏡の男。日国大付属ラグビー部の勝利を信じて疑わず、関五工ラグビー部を嘲笑する。しかし、高木が日国大付属相手に先制点を取るや放心状態となっていた。
谷田部（やたべ）
電車内で女子高生相手に痴漢をしていた不良グループのリーダー。強い者には弱いが、弱者にはとことん手を出す加虐的な卑劣漢。松下と斉藤にその現場を目撃され、彼らに因縁をつけて電車から降ろすも、松下たちが咄嗟に反撃したことで取り逃がす。その後、空手部が林に目を付けられたため喧嘩を売られることを危惧する二人を下校時に急襲。さらに後を付けて来ていた林を捕らえ、手が出せない松下たちをいたぶる。
さらに松下たちに林の身代金五万円を要求し、彼女を連れてスナック「KING（キング）」にたむろする。しかし、高木が「一時間以内に林を救出できなければ、自分が全責任を負う」と豪語してスナックに駆けつけ、校則を持ち出す林の前で戦えない彼を痛めつけるが、彼女の機転で反撃できるようになった高木の猛攻の前に仲間たち共々敗北。その後は自分たちの痴漢行為を認めた。
竪山（たてやま）
桃谷東第六高等学校（ももだにひがしだいろくこうとうがっこう）の三年生。仲間たちと共に加馬田に因縁をつけて痛めつけるも、それを恨んだ加馬田が空手部員たちを集めて（その際、多少話を誇張していた）殴り込みをかけ、彼らに囲まれる。命乞いも虚しく加馬田たちにボコボコにされるも、桃谷第六の不良生徒たちが集まったことで形勢逆転。空手部を追い詰め、落とし前として伝統の改造学ランを集めて燃やそうとする。当初こそ降参した加馬田だったが、自身の学ランに施された「根性」の刺繍を見たことで再起。竪山自身は加馬田の逆襲を受け倒される。この一件以降、松下たちは加馬田のことを少し見直した。

### 阪神戦争編
寺本（てらもと）
関五工応援団団長で、ちょび髭と角刈りが特徴。初登場時には末永が大阪に襲来するとの噂を高木に告げた。飛鳥によって再結成された女凶に襲撃され、重傷を負ったことも。後述の寺本清一とは別人。
福島（ふくしま）
高木や森上かかりつけの医師で、「福島外科（ふくしまげか）」の院長。闇治療も行っており、高木やその仲間達に対しては無料で治療を行っている。神戸の三本柱との激闘で負傷した高木を治療した際、自分の為に仲間が傷付く事に悩む高木を「怪我というものは気力や体力でどうとでもなる、悩んでいる暇があったら傷を治せ」と激励している。大阪での自身の影響力が大きくなりすぎた事に悩む高木に対しては東京へ行く事を勧めており、その際に旧知の中である花森に彼の事を紹介している。
龍天昇編で再登場しており、集英会本部から奪還した流雲を匿いつつ治療していたが、麻薬中毒となって桐山にけしかけられた木村に銃撃され負傷する。善と悪編では佐川に呼ばれ、ナームケンに苦戦する高木に「高所恐怖症を治す薬」と偽って筋肉増強剤入りのビタミン剤を与え、その勝利に貢献。自身の病院に高木が連れて来たリックと龍虎を治療し、龍隆が片足を失う羽目に陥ったことを悲しむ高木を励ました。
千葉直樹（ちば なおき）
狂気連合幹部である大阪魂補佐の一人で、他の補佐達同様森上の先輩にあたる。北大阪を預かるパチキの名手。当初は他の大阪魂補佐達共々高木の高圧的な態度を快く思っていなかったが、森上から命懸けで「高木なら大阪を任せられる」と告げられた事で和解。阪神戦争ではリックに立ち向かうも、パチキが通じずに完敗。
大隈雅人（おおくま まさと）
大阪魂補佐の一人で、西大阪を預かる。サングラスとパンチパーマが特徴で、強烈なパンチ力を誇る。只木と共にリックに挑むも、攻撃が効かずに敗れる。
只木裕（ただき ゆたか）
大阪魂補佐の一人で、南大阪を預かる。木刀を武器としている。大隈共々リックに敗北する。
園中篤（そのなか あつし）
大阪魂補佐の一人で、東大阪を預かる。指突きを駆使して戦う。リックにあっさり倒される。
入倉利之（いりくら としゆき）
狂気連合特攻隊副隊長。高木が不在の間に自分達が神戸勢を倒すと息巻くが、高木をおびき出そうとするリックによって瞬殺される。
末永禅（すえなが ぜん）
元･六甲山水産高校（ろっこうざんすいさんこうこう）応援団団長で、暴走族・末永連合（すえながれんごう）のリーダー。通称「神戸の六甲おろし」。かつて他校応援団との間に起こった揉め事の際、相手側三十人を半殺しにした為に退学を喰らっている。六甲山の石で作った数珠を振り回す。僧兵のような格好をしており、坊主頭と髭面、胸毛が特徴。己の勝利や栄達の為なら卑劣な手段も辞さない。
桃千代とのクリスマスパーティーまで喧嘩をしないと彼女に誓った高木を急襲するも、まんまと逃げられる。その後、空手部に殴り込みをかけて高木と行った初戦では彼を負傷させるも、森上以下空手部員達の介入によってまたも取り逃がす。デート当日での再戦にて高木を苦戦させるも、負傷個所に着けたギプスに守られた高木の反撃を受けて敗北。その後は他の三本柱と結託し、更に神戸に潜入した高木･松下･斉藤を捕らえた上で大阪に総攻撃を仕掛ける。神戸から脱走した高木をおびき寄せる為に部下に森上を痛めつけさせるも、復活した高木が現れ、墓地で対決。攻撃を見切られて追い詰められ、松下を人質に取るも高木のアドバイスを受けた松下の反撃を受けて彼を離してしまい、高木に自らの数珠を奪われて首を吊られ失神。
龍天昇編にて一旦は集英会から大金を積まれて寝返り、部下を警察に出頭させて我王による忌羅殺害を自身らの仕業に偽装させ、我王が高木を倒すや彼と共に大阪を支配する。だが、我王が高木に敗れると大竹と木村によって連れ戻され、再び高木側に付く。その際、暗海･集英会一派に関する情報を高木達に与えている。作品中、自発的に高木を裏切った唯一のキャラクターでもある。エピローグではやはり自身も改心し、地元･神戸で石材店を経営していると語っている。髪形も七三分けになっていた。
龍隆･虎隆（リュウリュウ･コウリュウ）兄弟
通称「神戸の死神」･「龍虎（リュウコウ）」。冷静沈着な兄の龍隆と血の気の多い弟の虎隆で構成されており、笑い声は「ケケケケケ」。双子の太極拳の使い手で、黄流雲の弟子。二つ名の死神の由来は双子ならではの合体攻撃で確実に相手を仕留めることに由来する。
末永敗北後に大阪に潜入し、その髪型から森上を高木と勘違いして奇襲をかけるも、高木らの介入により退却。大阪総攻撃の際には関五工を襲撃し、森上を撃破する。関五工に駆けつけた高木を苦しめたが、高木&森上の息の合ったコンビプレーと怒りで我を忘れた森上の前に敗北する。後に高木を師匠である黄流雲に引き合わせ、高木のパワーアップに一役買っている。流雲が高木の師にもなった関係で登場頻度は割と多い。龍天昇編では太禅寺に現れた我王によって忌羅共々一蹴され、その後は辰天昇の巻物を手に入れようとする高木のために天道と対決するも、力の差を見せつけられる。
善と悪編では虎隆は剛鬼に一撃で倒され、龍隆は剛鬼が莎武が投げた鳳翅鐙を投げ返した際に莎武がそれを避ける事をわかった上で、投げ返したことにより負傷し、さらにデス・ゲーム大2ラウンドでリック共々ビル上にある鉄骨からタイマー付きの爆弾が取り付けられたロープに吊るされる。高木に助けられるも、龍隆は拷問に加えてクスリ漬けにされた影響で片足を切断するほどの重傷を負ってしまうが、エピローグではそれでもめげずに、流雲と共に太極寺の再建のため、中国本土に渡っていることが語られた。
技
- 金剛搗捶（こんごうとうすい）

龍隆が使用する太極拳の技。相手の死角に走り寄って裏拳を喰らわせる。
- 鍬地竜（しゅうちりゅう）

龍隆が使う太極拳の技。強烈な裏拳を放つ。
- 旋風脚（せんぷうきゃく）

太極拳の技で、龍隆が使用。相手に回し蹴りを決める。
- 双峰貫耳（そうほうかんじ）

虎隆が駆使する太極拳の技。相手の両耳に正拳を喰らわせる。
- 背折靠（はいせつこう）

太極拳の技で、虎隆が使った。相手の耳に拳を喰らわせ、その衝撃が内耳から脳を直撃して相手を怯ませる。
- 四手死虎捶（ししゅしこうすい）

龍虎が使う太極拳の奥義。二人で一列に並んで両手で正拳を繰り出す。全ての拳が当たって初めて絶大な威力を発揮するが、その分使われる腕の本数が少ないと威力が半減するという弱点がある。
リック･パワード
通称「神戸の黒鬼」。100キロの握力を誇る大柄な黒人で、英語訛りの関西弁で喋る。鋼鉄の筋肉と力任せの攻撃で高木を苦しめた。変装して神戸に潜入した高木と腕相撲で対決し、敗北寸前まで追い込んだことも。鋼鉄の筋肉は高木の拳すら寄せ付けなかった上、初戦では高木を倒すが、松下・斉藤を連れて神戸に乗り込んだ高木との二度目の対戦時に「崖で宙吊りになったまま殴り合う」という高木の決死の頭脳作戦で自慢の筋肉を自在に発揮できず、敢えなく敗退した。
その後は他の三本柱たちと共に高木に感化され、心強い味方となる。死国連合編では三本柱全員で神雷との対立に悩む高木を試し、流雲の下に案内した。更に神雷に敗れた森上たちを救出し、神雷に挑むも敢えなく全滅。龍天昇編では負傷した流雲を自身の見つけた空き家に匿い、高木らと龍神池に同行。我王の襲来時には龍虎・西陣・遠藤・天道と共に巻物を持って離脱しようとするも、ゲンゲン達に敗れて巻物を奪われてしまう。その後は森上の指示に従い、龍虎と共に桐山の留守を狙って集英会本部である桐山邸を襲撃した。
善と悪編では剛鬼に鍛える事の出来ない右腕の関節を極められて折られ敗北し、デス・ゲーム第2ラウンドにて人質にされる。しかし、高木がナームケンを破ったことで助かり、その後は傷を癒して最終決戦に参加した。エピローグでは本国に戻ってSWATに入ったと語られた。

### 死国連合編
忌羅孝（きら たかし）
関西第三工業高校（かんさいだいさんこうぎょうこうこう）空手部主将。高木の幼馴染であり、過去を知る数少ない人物の一人。高木と同じく神雷から空手を教わっていた。別れの日に神雷から高木と共にそれぞれ「心」と「力」を以て大阪魂となる様に告げられる。それぞれ素早いパンチから巻き起こる風から「風神」、高い戦闘力と闘争心から「人間凶器」の異名を持つ。
四代目大阪魂決定戦では神雷に加担して高木達と対立し、圧倒的な強さを誇った。小学5年生の頃に高木と出会い、共に強くなっていく。だが、高木が忌羅に及ばないまでも泣き虫のレッテルを覆す活躍をし、周囲に注目されることを快く思っていなかった。しかし、高木はそれでも忌羅のことを親友として見ていた。高木との直接対決の際に自身が高木を破ってその実力を周囲に認めさせんとするが、大阪中の仲間達の声援を受けた高木に敗北。高木と共に周囲の注目を受ける中で彼と和解し、神雷に反逆するも一蹴される。その後は死国連合のアジトに乗り込むも、四鬼神達の一斉攻撃で佐久間・蔵王もろとも敗北。
高木が東京に旅立った後に四代目大阪魂となる。死国編以降には流雲の太禅寺で太極拳を学んでいる。龍天昇編にて再登場し、太禅寺を襲撃した我王を迎撃するも苦戦。その過程で高木と再会するが、酒に酔ったところを桐山の命により帰宅したアパートに待ち伏せていた我王の突きを受け命を落とす。享年17。
技
- 風の拳（かぜのこぶし）

素早いパンチを繰り出す、忌羅の主力技。
- 風神拳（ふうじんけん）

太極拳を学んだ忌羅が風の拳を昇華させた上位技。
佐久間十字郎（さくま じゅうじろう）
十三北西高校（じゅうそうほくさいこうこう）の頭。ケンカ十段の異名を持つ優男で、煙管を使用した攻撃をする。高木の「人を呼ぶ拳」という性質を見抜いて高木の側につくなど、洞察力に長ける面を持つ。高木と同じく、無用な喧嘩はしたがらない。四代目大阪魂候補の中ではかなりの常識人である。ちなみに「現代国語は赤点」と述べているが、「窮鼠猫を噛む」の意味を知っていた。
四代目決定戦では篠崎を撃破し、さらに蔵王戦で傷付いた高木が回復するまでの時間稼ぎをするべく松下・斉藤と共に忌羅に挑むも、敗北を喫した。その後は大阪魂補佐として南大阪を預かる。善と悪編では剛鬼の足を抑え込んで遠藤に攻撃させようとするも、矢状縫合を踏み割られ敗北。捕らえられるも遠藤と共に脱走しており、最終決戦に参加している。エピローグでは無職であると紹介された。
蔵王力山（ざおう りきざん）
大阪でも五指に入る実力者で、通称「箕面の熊」。箕面熊山高校（みのうくまやまこうこう）柔道部主将。四代目大阪魂決定戦では高木の側についたが、ある事情から最終的には高木を倒そうとする。しかし、心の迷いを高木に見切られ惜敗。その際この一件の裏に神雷がおり、彼が自身を高木にけしかけたことを明かすも、忌羅に口を封じられる。
かつて鬼熊と呼ばれるワルだったが、とある出来事がきっかけで改心した。手のつけられないワル時代の高木が過去唯一恐怖を覚えた人物とされる。死国連合打倒後は北大阪を預かる大阪魂補佐に。善と悪編では赤松剛之助邸に突入するため、大重量の鋼板の楯を後述の佐藤昭二･田辺勝成･宗政治･岩本哲男･遠藤彦介･トントンと共に持ち、護衛の銃撃を防いで突入を成功させた。エピローグでは消防士となっていると語る。
篠崎克夫（しのざき かつお）
八尾東町工業高校（やおひがしまちこうぎょうこうこう）応援団団長で、サングラスが特徴。ひとたび喧嘩を始めると相手を半殺しにするまで収まらない冷血漢で、「狂犬」の異名をとる。四代目大阪魂決定戦では北村･外川･飯村と共に忌羅に付き、佐久間と対戦。日本刀を持ち出すも、恐れずに突っ込んだ佐久間に両頬をキセルで貫かれ、さらに殴り倒され敗北。
外川哲也（とがわ てつや）
今宮大附属高校（いまみやだいふぞくこうこう）アマレス部主将。四代目大阪魂決定戦で蔵王と対戦。片手で90kgある人間を持ち上げられる程の鍛えられた筋肉とパワーを持ち、柔道の欠点を見抜いて上着を脱ぐなど、相応の実力者ではある。腕ひしぎ十字固めで腕をへし折られ敗北。
技
- サイドスープレックス

横に回った相手を両腕で抱え込み、頭から地面に叩きつける。
- 腕ひしぎ十字固め（うでひしぎじゅうじがため）

両手両足を相手の片腕に絡ませ、テコの原理で関節を極める。元来柔道の技であり、蔵王のお株を奪う形で使用したが、逆に自身がその技で倒れる事となる。
飯村透（いいむら とおる）
弁天町中台学院（べんてんちょうなかだいがくいん）の頭。通称「ムエタイの猛者」。四代目大阪魂決定戦で佐川と対戦。秘中正拳突きを喰らい一撃で敗れる。
大樹直次（おおき なおじ）
岸和田南農業高校（きしわだみなみのうぎょうこうこう）の頭。鉄びし付きのグローブをはめている事から「鉄びしの鬼」と呼ばれる。「ひゅうひゅうー｣が口癖。高木の意志を伝えに来た佐久間と蔵王の「四国打倒に向けて大阪中が一致団結するべき」との説得に全く耳を貸さず、二人をいたぶり続けた事により高木の逆鱗に触れ、対戦するがまったく攻撃が通用せず、高木を称賛しつつ敗れる。四代目大阪魂候補の中では一番早くに脱落し、決定戦の場にすら姿を見せられなかった。
高貫克己（たかぬき かつみ）
死国連合四鬼神（しこくれんごうしきしん）の一人で徳島の頭。武器は鎖分銅付きの棒。又、他の四鬼神メンバー共々余りの凶暴性を危惧した神雷によって本来の力を抑え込んでおり、全力を出した際には棒を鎖が仕込まれた多節棍として使用する。なお、彼ら四鬼神メンバーは単独の実力はさほど高くないが、巧みな連係プレーによってその真価を発揮する。
他の四鬼神たちと共に大阪各地を襲撃し、その際に大阪の実力者達を捕らえる。自分たちに歯向かった安藤を他の四鬼神達との連係プレーで撃破。さらにアジトに攻め込んだ忌羅･佐久間･蔵王と対決し、一人一人の実力で上回る彼らを一人ずつ集中攻撃して倒す。しかし、太極拳を習得した高木に追い詰められ、本気を出すも不完全な発勁を受けて敗北。最終回では他の四鬼神たち共々普通のサラリーマンとなっていた。
中井透（なかい とおる）
死国連合四鬼神の一人で香川の頭。武器は鉤爪で、真の力を出すと両手に鉤爪を装備する。口調は慇懃。高木との死闘の末、田中の武器を奪った高木に殴り倒される。
田中浩之（たなか ひろゆき）
死国連合四鬼神の一人で愛媛の頭。武器は巨大な木槌で、本気の戦闘では先端に棘付き鉄球の付いた棒を使用する。語尾に「～でちゅ」を付けて喋り、ブタ呼ばわりされると激怒する。自身の武器を奪った高木に叩きのめされる。
浅倉篤司（あさくら あつし）
死国連合四鬼神の一人で高知の頭。武器はドスで、全力を出すと両刃の刀を使う。顔中に切り傷があり、不愛想だが血気盛ん。安藤を倒した際、神雷の命を受けて彼の左手にドスを突き刺した。高木が最初に放った不完全な発勁に敗れる。
黄流雲（こう りゅううん）
龍隆･虎隆の太極拳の師。黄三兄弟の次兄で兄は後に登場する黄陳々。黄暗海は弟にあたり、天昇は太極寺の時期当主に太極拳の基本を忠実に守る「太極拳の生きた手本」である流雲を選んだ。また、来日後は日本に太禅寺（たいぜんじ）を開いて西陣・遠藤・天道の祖父たちを鍛えた他、神雷に太極拳を教えている。
神雷に対する葛藤から戦意を喪失し桃千代と逃避行にあった高木を一喝。以降、心技両面で高木の師匠となった。高木と神雷の決戦に割り込み、「高木の完全な発勁が決まれば神雷が死ぬ」と神雷を制止するが、神雷から不意打ちを受けて倒れる。その後は東京へ向かう高木に「人間相手に発勁を使ってはいけない」と忠告している。
物語中盤（龍天昇編:29巻）で何らかの病に蝕まれていることが明らかになるが、我王･ゲンゲンといった強敵相手にも何とか立ち会える実力を見せている。太禅寺襲撃の際に我王に挑むも、病のために撃破には至らなかった。一旦は龍天昇の秘密を暴こうとする集英会に捕らえられ、拷問の末に強力な自白剤を投与されるも高木たちの活躍で救出される。その後は自白剤の影響で一時的に植物状態となるが、技だけは生きており、高木は流雲が極限状態となった際に放った龍天昇から龍天昇発動のヒントを掴んだ。後に回復し、流天昇の極意書に隠された真実を高木たちに語る。さらに我王から超スピードを習得しようとする高木をゲンゲンらから守るべく奮戦し、相打ち覚悟でゲンゲンに発勁を放って力尽きる。エピローグでは龍隆・虎隆と共に太極寺再建のため、中国本土に渡っていることが語られた。
技
- 発勁

太極拳究極奥義。暗海との対決ではその右腕を吹き飛ばした。
- 扇通背

太極拳の技。暗海戦で使用した。
- 龍天昇

黄天昇が編み出した技。流雲も天昇から教わっているが、あと一歩で完全習得には至らなかった。
- 白鶴亮翅（はっかくりょうし）

腕で相手の攻撃を弾き飛ばす。
神雷功（じんらい いさお）
初代大阪魂にして関五工空手部先々代主将であり、高木と忌羅に空手を教えた。得意の稲妻拳は凄まじいハンドスピードを誇り、相手の血が稲妻の様に飛び散る事から「赤い稲妻」と呼ばれる。顔の左半分に火傷痕がある。元々は男気のある人物であり、不自由な者達を自由に導く為に大阪魂となっている。また、その横暴を恨む者達からリンチを受けていた鬼熊時代の蔵王を救い、「力は「我」の為ではなく、人が行うべき正しい道理･「義」の為に使うもの」と諭し、改心させている。
森上や高木のよき兄貴分であったが、ある出来事がきっかけで歪んでしまい、決別。流雲から太極拳を学んで剛柔双方を合わせ持った拳を編み出し、さらに発勁をも習得するが、発勁に関しては不完全だった。そして四国の実力者達を率いて「死国連合（しこくれんごう）」を結成。大阪に乗り込む。森上や神戸の三本柱達を撃破するが、太極拳を修得した高木に部下たちを倒され直接対決となる。死闘の末に高木と発勁の打ち合いとなるも、完成形となった高木の発勁に敗れる。重傷を負うも強靭な肉体が幸いして一命を取り留め改心、少年院に入る。
出所後東京でデビッドに銃撃された高木を助け、その後は傷をおしてまで大東京連合に立ち向かおうとする高木を制止しようと立ちはだかるも、その熱意に打たれて道を譲り、以降も高木を助け続ける。龍天昇編ではプロのダイバーであることが判明しており、流雲と龍天昇の巻物奪還の囮となって集英会の手で海中に沈められた高木を木村と共にスキューバダイビングで救出。梵字が書かれた奥義書の解読を頼みに行った大阪外語研究学院の構内にて、バイク（ゼファー1100）に跨がっていた時に桐山修造より差し向けられた集英会怒髪天組に所属する数人のヤクザの凶刃に倒れる。高木達が駆け付けた際には手遅れで、桐山達を倒さんと息巻きつつも力尽き絶命。死後はあの世で臨死体験中の高木に天昇を合わせ、天昇が高木に生命力の扱い方をマスターさせる過程で自らの生命力を高木に与え、高木の魂と一体化した。
なお、春陽（はるひ）という忘れ形見の男児がおり、エピローグで登場。成長して、顔付きは神雷の面影を受け継いでいた。何故か稲妻カットである。
技
- 稲妻拳（いなづまけん）

神雷の主力技。驚異的なハンドスピードで拳を繰り出す。
- 稲妻手雷拳（いなづましゅらいけん）

稲妻拳の上位技。相手に素早く突きを叩き込む。森上の左目を傷付けた。高木も寺本戦にて使用。
- 発勁

太極拳の秘伝である技。神雷は極意習得の際、高木同様に岩を砕く修行を行ったものの、極意に気付かずに自身の剛拳のみで岩を破壊したため、その極意を物に出来ていなかった。
- 撃裂刀砕掌（げきれつとうさいしょう）

高木が真島サブと戦った際に神雷功の拳として使った技。但し神雷は一度もこの技を使った事がない。
後藤乙生（ごとう いつき）
神雷が大阪魂となるべく各地を制圧していた途中で出会い神雷が狂う一因となった女性で、喫茶「アイ・ニージュウ」のウェイトレス。気丈な女性で神雷相手にも一歩も引かずその性格により神雷に一目惚れをされる。「自分のタイプは人の上に立つことができる男」と言うと神雷は暴走し、力のみで各地を制圧してしまう。
初代大阪魂となった神雷だが、傍にいて彼を支える森上に乙生は惚れ、それを知った神雷に強姦される。その際に神雷の顔に濃硫酸を浴びせ、火傷を負わせる。森上は怒り神雷と対決するが右目を失い敗北、神雷は姿を消し森上が二代目大阪魂となった。乙生はそれから森上とも会う事はなかった。神雷が高木に敗れ以前の彼に戻ったことでようやく神雷を許したのか、エピローグでは故･神雷功の妻と自己紹介している。
雪子（ゆきこ）
火事に遭った建物内に取り残された少女。火の勢いが激しく、母親やレスキュー隊も手が出せなかったが、蔵王と高木の介入によって無事救助された。
高橋作平（たかはし さくへい）
関五工の校長。眼鏡と口髭、七三分けが特徴。了見が狭く、死国連合との対決で大勢の負傷者を出した高木を退学処分にした。

### 新宿編
霜鳥辰明（しもとり たつあき）
西新宿学院高校2年3組の生徒。眼鏡がトレードマークの優等生でもやしっ子。不良生徒にいじめられている所を転校間もない高木に助けられる。その後は弱い自分を変えたくて、高木が作った空手部に入部する。応援団との対抗戦に向けて特訓し、精神･肉体共に強く成長した。空手部と応援団との実質的な対抗戦となった模範試合では筒井の「相手に飲まれるな」・「相手をよく見ろ」・「後先の事を考えずに相手を倒す事を考えろ」とのアドバイスを実践し、応援団副団長の林行治を倒す大金星を挙げた。
高木と大竹が猿たちに重傷を負わされ、山本たちが一時離反した際にはまりもと共に高木の下に残り、後に空手部に戻って来た山本らと共に新宿部隊に属さない高校の者達を集めて高木の援護に回った。真島朴が高木を狙った際にはまりもに変装して病室で待機し、高木に扮した田口と共に朴をおびき出すことに成功している。東京での松下･斉藤ポジションのキャラであるが関東編からは山本らと共に戦線離脱し、大阪に舞台を戻してからは登場しなくなった。エピローグで再登場しており、当時の空手部メンバーとともにコンピュータ会社を興している。
美雲まりも（みくも まりも）
西新宿学院高校2年11組の生徒で、東京での高木のクラスメイト。新宿･東京編でのヒロイン。周囲から一目置かれる不良美少女で、「西新宿のまりも」の異名を持つ空手の名手。海千山千の女豹を気取るが根は純情。転校早々一発芸で披露した高木の発勁を知っているなど、妙に事情に詳しい。応援団の学院支配からの解放を託そうと高木に近づく。佐藤との決戦では霜鳥と共に負傷しながらも発勁を放とうとする高木の腰を抑え、その勝利に貢献した。
その後、徐々に高木に想いを寄せるようになるが、新宿・渋谷両部隊壊滅後に朴から高木を庇って重傷を負う。しかし、無事に回復した。後に桃千代が大阪から遊びに来た事で、桃千代とのヒロインバトルが勃発する。桃千代に悪態をついて彼女を高木から引き離そうとするも、結局自分に密かな想いを寄せていた大竹に諭された事で身を引き、桃千代が西新宿学院に転校してきたことでヒロインの座そのものも譲る事となる。エピローグでは大竹と結婚しており、一児をもうけた。
山本浩二（やまもと こうじ）
元・西新宿学院剣道部主将。短い眉毛と能面づら、「ほほほほほ」という笑い声が特徴。かつて小堀・石岡と共に暴虐極まる応援団に部を挙げて抵抗するも、坂本らの前に敗北。捕らえられた末、他の二人と共にカッターで背中に傷を付けられる応援団式の拷問･「根性殺し」を加えられる。しかし、高木が全校の男子生徒一人につき一発ずつ自身を殴らせて根性を示した際、心打たれて空手部に加入。筒井らの指導を受け、模範試合では先鋒となり、筒井から仕込まれた「あしたのジョー」の力石徹になり切る心理戦術とカミソリアッパーで勝利を収めた。
高木と大竹が猿達に敗れた際、小堀･石岡共々戦意喪失して一旦は空手部を離れる。しかし全員が空手部を捨てきれず、高木を援護すべく再び空手部に戻る。
小堀一也（こぼり かずや）
元・西新宿学院サッカー部主将。山本・石岡と共に高木の根性に感じて空手部に入部。応援団との模範試合で中堅を務め、足技で一旦は優位に立つが、まりもが応援団に囚われている事を知って手が出せなくなり、惜敗する。模範試合後は猿達によって重傷を負わされる。
石岡琢司（いしおか たくじ）
元･西新宿学院柔道部主将。頭頂部だけパンチパーマのかかった髪を残した髪形と繋がり眉毛が特徴。山本・小堀と共に空手部に入部。模範試合では古田と対戦するも、まりも救出まで持ち堪えられず敗北。エピローグでは元西新宿学院空手部のメンバー中、彼のみ漫画家のアシスタントをしている旨を語っている。
けい子（けいこ）
まりもの友人の女子生徒。竜頭会の縄張り内にて陰で売春を行った事が知られてしまい、竜頭会に捕まって暴行を受ける。だが、高木とまりもの尽力によって解放される。
酒井（さかい）
西新宿学院2年11組の生徒。転校して来た高木に横柄な態度を取るが、高木に持たされた机越しに発勁を受けて廊下に吹き飛ばされる。
筒井（つつい）
新宿でも五指に入るヤクザ組織･集英連合竜頭会（しゅうえいれんごうりゅうとうかい）の組長。「新宿の筒井」の異名を取る実力派ヤクザながらも気さくであり、銭にならない命のやり取りはしない主義。自分たちの縄張りで売春を行っていたけい子を捕まえるが、彼女を救出しようと体を張った高木の心意気に感じてけい子を開放。その後は高木にアルバイトをさせながらも、彼を自身の事務所に住まわせる。さらには新生西新宿学院空手部のメンバーを鍛えたり、重傷を負って入院した高木と大竹を改心した坂本と林に連れ出させて自身の事務所に匿い、大東京連合に挑む満身創痍の高木が戦闘を続けられるようにモルヒネを渡すなど、東京での高木達の戦いをサポートした。竹内のアイスクリーム屋開業に力を貸した事も。関東編以降は登場しておらず、彼の組織と集英会との関係は不明。
吉田（よしだ）
集英連合竜頭会の組員で、坊主頭と左目の傷が特徴。竜頭会の実力者の一人で、前科14犯。筒井の依頼を受け、霜鳥たちを特訓した。
小俣（おまた）
集英連合竜頭会の組員。吉田同様実力者で、前科16犯。吉田と共に霜鳥たちを鍛えあげた。
花森静香（はなもり しずか）
西新宿学院高校の校長。女性。福島先生の知人で大阪を追われた高木を西新宿学院に受け入れた。応援団の暴力による学院支配を憂いており、暴力装置となり得る高木の空手部創部を心配していた。若い頃は不良であったと思われるフシがあり、それを裏付ける発言･態度も度々している（中指を立て「我が校をなめんじゃねぇよ」など）。
教育者としてはかなり破天荒な面を持つが、基本的には話の分かるオバちゃん。西新宿学院が渋谷部隊に白昼襲撃されたときには「一人やっつければ赤点を一つ消します!」と生徒たちに発破をかけていた。
林行治（はやし ゆきはる）
西新宿学院応援団副団長。筋骨粒々の逞しい身体と七三分けの髪型が特徴で、その体格に見合った高い戦闘センスの持ち主。高慢な性格をしており、転校早々の高木をシメようとするなど応援団の顔役として目立っていたが、対抗戦では勇気を振り絞った霜鳥に遅れをとり、目潰しで敗れるなどあまりいいところがなかった。
見た目によらず純情な面もあり、後に新宿部隊の「きつね狩り」によって大切な恋人・深野（後述）がリンチに遭い重傷を負ってしまった時には、人目も気にせず滂沱の涙を流して謝り、悲しんだ。
エピローグでは公務員になっている。
坂本達也（さかもと たつや）
西新宿学院応援団団長。かつて学院内で悪の巣窟として猛威を振るった元・西新宿学院空手部の一員で、影の五人衆の一人。しかし、実力は五人衆中最弱であった。大柄な体躯と面長な顔が特徴。空手部との対抗戦ではその体格を活かした怪力で高木を苦しめるが、正拳五段突きで吹き飛ばされ敗北した。以降高木の仲間となり共に新宿部隊を敵に回す。猿たちを追いこむも部下の介入によって追い詰められ、高木に窮地を救われる。さらに病院で朴と対決するも、あえなく敗北。見かけによらず甘い物好きでアイスクリームが好物。エピローグでは「夢の為に」現在はアルバイト生活を送っているとのこと。
技
- 正拳六段突き（せいけんろくだんづき）

六連発で正拳を繰り出す。
大竹仁（おおたけ じん）
元西新宿学院応援団特攻隊長。沖縄空手の使い手。常に白い学ランと赤いマフラーを身に纏っている。恋人が新宿部隊の「きつね狩り」関係者としてリンチされ、殺されてしまった凄絶な過去を持つ。赤いマフラーは、その娘の形見である。ちなみにダイビングのライセンスは持っていない。
空手部と応援団の対抗戦の折、筒井と共に窮地に陥ったまりもを助ける。その後は自分が影の五人衆の一人であると偽って高木の実力を試すも、まりもの懇願に加えて高木が本性を見抜いていたためすぐに高木の仲間となり、新宿部隊と敵対。
影の五人衆の見猿･言わ猿･聞か猿に奇襲をかけるが逆襲され重傷を負う。その後なんとか復活し、佐藤と戦うも敗北。渋谷部隊との抗争でも猪狩にKO寸前まで追い込まれる。西新宿学院に攻め込んできた池袋の田辺を坂本と共に迎撃するが共に鉄球を喰らい敗北、神雷に救われる。関東編ではいつの間にかタイに渡ってムエタイを身につけており、タイにおいては対戦相手をすべて病院送りにしたことから「ピーイ（悪霊の魂）」と呼ばれていた。ムエタイ技で宗政を圧倒し、さらに寺本を追い込むが返り討ちにあった。龍天昇編では主に高木と同行し、高木達への刺客として送り込まれた木村の持っていた銃をゲンゲンに突き付け、集英会から逃走用に車を奪っている。その後は高木を守るべくトントンと戦うも敗北。
善と悪編にて剛鬼と対戦するが、逆に自身の得意とする蹴り技に沈む。さらにデス・ゲーム本戦にてシヴァの檻に入れられるも、高木の勝利によって助かる。エピローグではまりもと結婚、地元新宿にてタイ料理店を開いている。
技
- 三空両正拳（さんくうりょうせいけん）

沖縄空手必殺の技。後方に跳躍して壁を蹴り、相手に向かって両手で正拳突きを繰り出す。
工藤たけし（くどう たけし）
西新宿学院応援団団員。スキンヘッドが特徴で、同じくスキンヘッドの仲間たちと共に「丸坊組（まるぼうぐみ）」を構成する。空手部の部室を用意した高木に因縁を付け、部室を奪おうとするが、一日空手部体験の体で反撃した高木によって仲間たちが全滅。自身は逃走し、他の応援団員たちに泣き付く。その後は模範試合にて先鋒を務め、山本を追い込むもカミソリアッパーに敗れる。
松澤肇（まつざわ はじめ）
西新宿学院応援団団員。模範試合では中堅として小堀と対決し、まりもを人質にされて手の出せない彼に勝利する。
古田秀樹（ふるた ひでき）
西新宿学院応援団団員。ハードパンチでは右に出るものはいないとされており、「援団の殺し屋」の異名を取る。模範試合の副将戦で石岡と対戦し、手間取りつつも勝利を収める。ラストで登場する警視庁の警視総監・古田秀樹と名前は一緒だが別人。
高野（たかの）
西新宿学院応援団団員。クラスは1年5組。坂本らと共に空手部の部室に乗り込んで乱闘騒ぎを起こした際、仲裁に入った花森に悪態をつくが、一週間の停学を言い渡される。
見猿（みざる）、言わ猿（いわざる）、聞か猿（きかざる）
暴走族・大東京連合新宿部隊の幹部で影の五人衆の三人。不気味な猿の面を被った小柄な三人組で、通称・「猿（さる）」。全員笑い声は「ひひひひひ」で、本名は不明。三位一体の素早い動きと鋭利な鉄の爪を武器とする拳法・猿縛拳（えんばくけん）を得意としており、高木や大竹を苦しめた。この他、情報収集にも長ける。
初登場時には高木に負けた坂本に対してえげつない制裁を加え、高木に新宿部隊に加わるようメッセージを残した。さらに勧誘を断った高木と大竹に奇襲を仕掛け、重傷を負わせる。しかしその正体は高木と同年代の女子高生三人組で、林の自己犠牲によって聞か猿を坂本に倒され、残る二人も高木に圧倒された末に大竹たちの居場所を高木に告げ、見逃される。後にセーラー服姿で再登場した時はあまりの雰囲気の変わりように高木を驚かせた。
作中では大竹を返り討ちにするなど、それなり以上の戦闘力を持っている。だが女性であるため一度捕まえられると非力という弱点を持ち、高木や田辺勝成には敗北している。仲間になってからは密偵として高木を支えた。聞か猿以外の二人は田辺を倒そうとして反撃されるも、高木によって助かる。さらに高木が戦闘を続けるために必要なモルヒネを落としてしまったことに気付くや、他の二人が見つけたモルヒネを言わ猿に託して高木に渡すも、番付きたちによって窮地に陥る。しかし、神雷たちの介入によって助かる。エピローグでは三人とも結婚して主婦となっていると語られた。
技
- 秘技・双爆死影（ひぎ･そうばくしえい）

二人が相手の両腕を抑え、最後の一人が爪で相手を貫く。
- 秘技・無影死斬（ひぎ･むえいしざん）

全員の素早い動きで相手を翻弄し、爪で切り刻む。
佐藤昭二（さとう しょうじ）
大東京連合新宿部隊の頭にして元･西新宿学院空手部主将で、影の五人衆のトップ。かつて新宿界隈にて「新宿の殺し屋」として恐れられる実力者だったが、二年前に突如姿を消す。見猿・言わ猿・聞か猿たちからは「御屋形様」と呼ばれており、初登場時は般若の面を被っていた。大竹の発言から姿を消す以前と顔が変わっていることが判明しており、醜い素顔にもかかわらず自身の顔に誇りを持っている。左手の手首から先が義手であり、熊の爪を装着することでパワーアップする。空手以外にも猿縛拳・鶴拳・ボクシングなどの様々な格闘技を身につけており、巨体に見合わぬ素早い動きで相手を牽制する。
高木の実力を買っており、勧誘を蹴られるや猿達によって重傷を負わされた高木を傷付けるも、筒井らの助けによって始末には至らなかった。大竹や田口を倒し、再三高木を苦しめるが発勁を喰らい敗北。以降高木の仲間になり東京に不案内な高木をサポートする。渋谷部隊との対決では小川によって部下を人質にされ、「高木を殺さなければ新宿に戦争を仕掛ける」と脅された事もあって高木を襲うも、竹内の介入によって断念。再び味方に戻ると高木と竹内を渋谷の飛車角から逃がし、彼らを相手に大立ち回りを見せた。勝利を収めるも、渋谷部隊の増援の前に倒れる。
ヘッドコングレスに於いて高木共々銃撃され、瀕死の重傷を負ったところを神雷に助けられた。関東編では火攻めに合う仲間たちを救うため、猪狩と共に体を張って我が身を橋にし、大竹らを救う。さらに寺本と対戦し、熊の爪を寺本の頭に叩きつけるが通用せず敗北。善と悪編では、高木・桃千代・森上らを助けようと広島・赤松邸の銃所持の護衛を突破すべく、蔵王力山･田辺勝成･宗政治･岩本哲男・遠藤彦介・トントンとともに大重量の鋼板の楯を持って銃撃を防いで突破に成功したが、突破後に護衛の銃撃を受けて瀕死の重傷を負った。エピローグでは奇跡的に命をとりとめ、地元新宿にてマンションを経営している。
田島（たじま）
新宿第八工業高校（しんじゅくだいはちこうぎょうこうこう）の頭で、「鬼の田島」の異名をとる。新宿部隊に上納金を収めるものの、代々木北東商業（よよぎほくとうしょうぎょう）に縄張りを荒らされており、それが原因で支払いが遅れていることを佐藤に指摘され、釘を刺される。大東京連合を敵に回すことを恐れている。
氷川（ひかわ）
大東京連合新宿部隊の一員にして西新宿学院の三年生。猿たちによって高木・大竹が重傷を負わされた際、新たに空手部主将を自称。まりもや霜鳥を鉄パイプで殴打するなど専横を働いたが、高木に扮した田口と大竹・坂本・林によって追い詰められる。命乞いも虚しく、田口に吹き飛ばされた。
田口（たぐち）
大阪出身で、二年前に高木の世話になっていた。顔が高木に似ているため、高木の影武者として佐藤・真島朴と戦う。佐藤と戦った際には「パワーは高木さん並にある」と発言しているが、新宿編の後から出番がなくなる。｢高木と同じ髪形｣にすることに勇気がいったとも発言している。
坂本の母
坂本の母親で、太めの体型をしている。きつね狩りを行った新宿連合によって自宅を荒らされる。
深野美智子（ふかの みちこ）
林行治の恋人である少女。新宿部隊のきつね狩りによって重傷を負うが、間一髪で林に救出される。その後は意識を失い、彼女を気遣った大竹によって首に彼の恋人の形見であるマフラーを巻かれた。
持田（もちだ）
大竹の親友。きつね狩りを行う新宿部隊に大竹の居場所を聞かれるが知らなかったため、彼らにバットで殴打された。
竹内烈（たけうち れつ）
暴走族・「新宿愚蓮会（しんじゅくぐれんかい）」総長。喧嘩拳法を駆使する。かつて両親が離婚したことで、妹・チャコのために高校を中退して働くようになる。その過程で彼と同じく不自由な者達が周囲に集まり、渋谷で彼らをまとめ上げて新宿愚蓮会の前身である組織・「SHIBU-YAキラーズ（シブヤキラーズ）」を結成した。しかし、半年前に大東京連合渋谷部隊の支配を拒み、彼らと戦い敗北している。
当初は打倒渋谷部隊のため、新宿愚蓮会の士気を高めようと高木の命を狙っていた。渋谷部隊に利用された佐藤に襲われる高木を救ったが、「あくまで高木は自分が倒す」と主張し、戦闘の末迷いから発勁を外した高木の右腕をへし折る。しかし、高木と新宿愚蓮会の共倒れを図る渋谷部隊の追手から高木を逃がそうとする佐藤に心打たれ、高木の仲間となる。
渋谷と新宿の抗争が終了した後、筒井の助けでアイスクリーム屋・「ポポロン」の店長となりチャコと二人で経営。しかし小川に恨まれて殺し屋・真島朴を送り込まれ、妹共々瀕死の重傷を負う。しかし、高木と改心した小川小百合の血液提供もあって（竹内兄妹はO型のRH-型という特殊な血液型だったため、輸血適合できるのが先の二人だけだった）命を取り留める。後に大東京連合によって猪狩と共に捕らえられ、高木と莎武の対決にて高木を庇って負傷するも、高木の活躍もあって救出される。エピローグでも変わらずアイスクリーム屋を経営していると語られる。
竹内チャコ（たけうち チャコ）
竹内の妹。かつてSHIBU-YAキラーズと渋谷部隊との抗争の際、恋人を殺されている。その際竹内を制止しようとするも、「自由のために戦う」と主張する彼にその声は届かなかった。再び渋谷部隊と対決しようとする兄を止めるよう高木に懇願する。温和な印象だが、自分たちの過去を高木に語る内に取り乱したことを彼に謝罪した際、「乱れるのはベッドの上だけにしてくれ」と品のないジョークを飛ばした高木をビンタで制裁する一幕も見られた。エピローグでは兄と共にOB会に参加。
雅春（まさはる）
新宿愚蓮会の一員。新宿愚蓮会のたまり場であるスナック｢テトリス｣に渋谷部隊が現れた際、交戦しようとするも持田に倒される。
浩二（こうじ）
かつてのSHIBU-YAキラーズ構成員。竹内の親友にしてチャコの恋人でもあったが、渋谷部隊から「降伏か死か」を迫る手紙を渡され、その挙句鉄パイプで殴打されて全身打撲で死亡。劇中では顔が出てこない。
小川小百合（おがわ さゆり）
大東京連合渋谷部隊の頭にして、頭たちの紅一点。狡賢く冷酷で高慢な性格をしている。「血の5番」という名前の香水を愛用している。
自身には喧嘩の実力はさほどないが、カミソリの刃を投擲武器として使用する戦法を得意としている。加えて、後述する副頭の猪狩らの力を背景に渋谷部隊をまとめている。しかし、頭の交代したばかりの新宿のシマを狙い攻め込むものの、高木と猪狩の勝負に割り込もうとしたため猪狩に気絶させられる。猪狩が対マン勝負で高木に敗れた後は意識が戻るや往生際悪く居直るも、死闘を繰り広げる高木と猪狩の姿に心打たれた部下たちに見放された挙句竹内に成敗され、全てを捨てて無様に逃げ出した。
渋谷を奪われた恨みから殺し屋である真島朴を雇い高木と竹内烈を襲わせた。しかし、朴の凄惨な手口に恐れをなして逃走。後に高木により自分の卑怯さを悟られることとなり改心、竹内兄妹を救うべく自らの血液を輸血提供する他、雷電太郎・田辺勝成に襲われ苦境に陥った高木を救うべく少年院に入っていた神雷を東京に呼び寄せるなどして協力した。エピローグでは猪狩克裕と結婚。地元渋谷にて夫妻でファッションデザイナーとして活動し、ブティックを経営していると語る。
猪狩克裕（いがり かつひろ）
大東京連合渋谷部隊副頭。一秒間に8発の高速パンチが打てる猛者で渋谷部隊最強の男。小川小百合に惚れており、渋谷部隊では彼女の後ろ盾となっている。正々堂々の勝負を好み、最終的に部下たちを制止して高木との一騎打ちに臨んだ。林・坂本・大竹ら新宿の猛者を歯牙にもかけないほどの強さだが、高木の発勁2連発を受け敗れる。その後は仲間になるが、東京編では大東京連合に捕まり田辺によって屈辱を味わうも、高木に助けられる。さらに関東編にて寺本に挑み、自慢の高速パンチを繰り出すがあっさりよけられ敗北する。また、佐藤とは喧嘩するほど仲が良い間柄となった。エピローグでは小川と結婚。夫妻でファッションデザイナーとして活動する他、ブティック経営をしている。
金子（かねこ）
持田と共に「渋谷の飛車角」を構成する渋谷部隊の幹部で、通称「渋谷の飛車」・「切ぐしの金子」。戦闘時には相手を鋭利な折り畳み櫛で切り刻み、ナイフが仕込まれた靴で串刺しにする戦術を駆使し、持田との抜群のコンビネーションで相手を葬り去る。持田や部下達と共に竹内を小川の下に連れていこうとするも、高木が助けに入ったことで部下が倒され、自身は持田と退却する。その後、傷付いた高木と竹内を倒そうとするも佐藤に阻まれ、手負いの彼を持田との連係攻撃で苦戦させるも敗北。
持田（もちだ）
渋谷部隊の幹部にして「渋谷の飛車角」の一人で、通称「渋谷の角」・「落としの持田」。渋谷部隊一の怪力を誇り、相手をヘッドロックで締め落とす。金子らと共に竹内を連行しようとするが、高木の邪魔が入り失敗。後に負傷した高木らを狙うが、佐藤に倒される。
古田（ふるた）（渋谷部隊）
渋谷部隊の構成員で、自称・「メルギブソン古田」。西新宿学院の花壇で自身のバイクを用いたマックスターンを披露すると共に花壇を荒らした。
真島朴（まじま ぼく）
少年院帰りの殺し屋にして、六本木部隊頭・真島莎武の弟。通称「デッドボーン」。筋肉量の少ない割に鍛え抜かれた肉体と異常に頑強な骨格を持ち、その貫通力に長けた指先で相手を殺す。実は二重人格者であり、本気を出すと「真のデッドボーン」と言うべきより凶暴にして優れた戦闘テクニックを誇るもう一つの人格が表に出る。その際にはあらゆる相手や場所でも確実に相手を仕留めるべく編み出した暗殺拳・死葬拳（しそうけん）を駆使し、狭い場所を猛スピードで縦横無尽に移動。地の利を生かして相手の動きを一つずつ潰してから始末する。幼少期はいじめられっ子で、11歳の時にいじめっ子を突き飛ばした所、心臓に指を突き刺して死なせてしまう。以後は殺人に快感を覚えるようになり、殺し屋となった彼は暴行・傷害・殺人未遂で少年院を何度も出入りしている。
小川に依頼され竹内と高木を殺そうとする。竹内を刺し、さらにその現場を目撃したチャコを口封じすべく負傷させる。しかし、高木を殺しに行った先の病院で大竹・坂本・林・田口を苦戦させるも、間一髪で復活した高木が助けに入り交戦する。高木の仲間たちを傷つけたことでその逆鱗に触れ、彼によって右腕と両足の骨を折られ返り討ちに遭った。
その後は莎武のディスコに逃げ込んで兄に泣き付き、（その際、莎武に「自分には何の非も無い」と吹き込んでいた）高木の抹殺を依頼する。高木と莎武との直接対決ではディスコのスピーカーを起動させて高木の手を封じ、さらに莎武が捕らえた高木を「兄を刺しかねない」と葛藤した末、莎武に押されて刀で突き刺そうとするも、刀砕掌で砕けた刀身の破片が片目に刺さり悶絶。その後長らく出番がなかったが、エピローグでは久しぶりに登場。兄・莎武の経営するディスコの手伝いをしていると語る。

### 東京編
雷電太郎（らいでん たろう）
大東京連合墨田部隊の頭。金融会社「雷電ローン」を経営。容姿が高木の後輩で関五工空手部の松下正に酷似しており、高木ですら初対面では間違えた程。しかし性格は全く違い、傲慢な自信家。椅子に座りながら全裸の女性を数人侍らせたりと、スケベでもある。江戸時代から電気と関わる家系の生まれであり、小柄で比較的非力ながらも、グローブに仕込んだスタンガン以上の高電圧を誇る電撃装置を用いた拳法・死雷拳（しらいけん）と、通電性に優れるベリリウム製の鞭を駆使して戦う。
西新宿学院に自身の墨田部隊と池袋部隊で総攻撃をかけ、助けに入った神雷と対決。田辺と共に優位に立つも、神雷の機転によって退却を余儀なくされる。高木が雷電ローンに乗り込むとモルヒネの影響による幻覚というハンデを背負った高木を電撃で苦しめるが、高木が雷電にダブった松下の幻に励まされたことで形勢逆転。スプリンクラーを作動させられ感電、更には発勁を受けて敗れる。その後は高木を称賛し、田辺攻略のためのアドバイスを高木に与えて力尽きる。関東編では高木の味方として戦うも、宗政には自慢の電撃が通じず、一蹴される。エピローグでも変わらず雷電ローンを経営していると語る。
田辺勝成（たなべ かつなり）
大東京連合池袋部隊の頭。2m40cm･260kgの巨体を誇り、大東京連合の力番と呼ばれる。その体格から出る強靭な力を誇る。その怪力を駆使して巨大な鎖付き鉄球を振り回して戦う他太極拳も学んでおり、高木以上の発勁を放つなど隠れた実力者。後にいつの間にか酔拳も身につけている。ヘッドコングレスにて高木を挑発するも、佐藤に手を出したことでその逆鱗に触れる。その後は西新宿学院高校に侵攻し、大竹と坂本を撃破。しかし、神雷の機転によって撤退する。
かなり性欲旺盛らしく、高木に狙われている事を知っていながらも護衛付きの上、捕らえた猪狩をモップ扱いして行きつけのファッションヘルス店・「F（エフ）」に通ってくる。高木と猿たちを相手に善戦し、モルヒネの切れた高木を追い詰める。しかし、高木が神雷たちの助けでモルヒネを打ったため反撃され、発勁の唯一の天敵ともいえる百歩神拳を喰らい敗北した。関東編では武井相手に酔拳で善戦するが、蟷螂拳の前に惜敗。また、善と悪編では前述の蔵王力山･佐藤昭二や宗政治･岩本哲男･遠藤彦介・トントンらと同じ巨体･パワーを持つ者同士で赤松邸突入のために大重量の鋼板の楯を持つ者のひとりとして銃撃を防ぎ、突入を成功させている。エピローグでは本編同様、ファッションヘルス店を経営していると語られた。
技
- 発勁

高木のそれを上回る威力の発勁を放つ。田辺は使用時に「撃砕発勁（げきさいはっけい）」と言う。
デビッド古谷（デビッド ふるや）
大東京連合銀座部隊の頭。IQ300を誇り、ラーメン頭と英語混じりの会話をするのが特徴。デビッドタワーを経営しており、かなりの金回りの良さを誇る。愛車はフェラーリ・F40、クリスチャン・ディオールのハンカチをスラックスの汚れ避けに敷くなど、キザでブランドに拘る男。作中では珍しくいわゆる「体育会系」ではなく、武器としてジェリコ941を愛用している。
ヘッド･コングレスに出席した高木を銃撃し東京港の埋立地に捨てる。デビッドタワーで復活した高木の襲撃を受けると数々のトラップで反撃し、さらにはガス爆発で高木を殺そうとするが、根性で乗り切った高木のパンチを喰らい敗北する。卑劣な性格ではあるが腕っ節の無いなりに頭を使った異色の戦いぶりを見せつけた。ただ、仲間想いの面もある。高木に敗れると雷電・田辺と共に改心し、三人とも莎武との対決に臨む高木に自分たちの部隊を預けている。関東編では拳銃を撃つよりも早く寺本の連打に敗れる。龍天昇編では機動隊員に殴り倒されるものの、最期はヤクザの囲みを破るために米軍から横流し品である1個｢2000ドル｣もする手榴弾を爆発させ死亡する。
真島莎武（まじま さぶ）
大東京連合六本木部隊の頭。真島朴の兄で、通称「サブ」。ホモで弟・朴とデキている（しかし、周囲には「ただの弟思い」と語っており、自分達の関係に気付きそうになった部下を始末している）。弟には一途な愛を強要しておきながら、高木や、後に仲間となってからは大竹にも誘う発言をしており、自身はわりと節操なし。権力欲に取り憑かれ、3年前に多くの者を傷付けながらも5年がかりで六本木部隊の頭となったが、実はそれらの行為に罪悪感を抱いており、誰かが自身を救ってくれる事を望んでいた。弟同様の貫通力に優れた指突きや、自身の動きに龍･虎･鶏･熊の動きを反映させる青龍刀を用いた刀術･斬殺葉落剣（ざんさつようらくけん）を駆使する。
ディスコを経営。高木の襲撃に対し鼓膜を破く程の大音量の音楽を流し対抗。更に刀術を使い高木を苦しめた。しかし、鼓膜が破れる事を承知で挑む高木の仲間達の魂を込めた猛攻と発勁の前に倒れ、彼に感化され改心。関東編では二振りの鳳翅鎲（ほうしとう）を使い岩本を一蹴するが、寺本にあばら骨を折られ力を発揮出来ず、全力すら出していない寺本の前に惜敗する。その後はデビッド共々殺戮連合に捕らえられるが、高木達によって救出される。
龍天昇編にて機動隊員に狙撃され、危うい所を森上に救出される。森上とゲンゲンの対決時には目潰しをされたゲンゲンを攪乱するべく仲間達と足踏みをするも、ゲンゲンに叩きのめされる。善と悪編では剛鬼に鳳翅鐙と双刀拳を破られ、青龍刀を奪われて斬り倒される。挙句デス･ゲーム第3ラウンドで王蛇シヴァの檻に入れられるも、高木が勝利したため解放される。エピローグでも変わらず、ディスコ経営を続けている。
技
- 旋風血花（せんぷうちか）

斬殺葉落剣の技の一つ。刀を回転させて相手を切り刻む。
- 獣王双刀拳（じゅうおうそうとうけん）

通称・「双刀拳（そうとうけん）」。両手に持った青龍刀を相手に振り下ろす大技。
- 獣王背水撃（じゅうおうはいすいげき）

振り下ろした刀の刀身を相手の攻撃で破壊させ、その破片を相手の身体に飛び散らせ、血管を切り裂く。刀身を攻撃する者の力が強いほど破片は細かくなる。
- 鳳翅鐙日輪殺（ほうしとうにちりんさつ）

鳳翅鐙で相手の身体を切り裂き、二重の円となった傷を刻む。
- 鳳翅鐙鷹落殺（ほうしとうようらくさつ）

頭上に鳳翅鐙を投げ、相手に落下させて攻撃する。
- 鳳翅鐙飛燕来殺（ほうしとうひえんらいさつ）

鳳翅鐙を相手の背後に投げ、戻って来た鳳翅鐙で相手を切り裂く。
- 鳳翅鐙発勁殺（ほうしとうはっけいさつ）

鳳翅鐙を持ちながら相手に発勁を喰らわせる。莎武は使用時に高木同様技名の前に「爆裂」を付ける。
水柿（みずかき）、足立（あだち）、吉野（よしの）
新宿部隊の第15班の構成員達。ヘッドコングレス後に新宿･渋谷が大東京連合によって侵攻された折、命惜しさに池袋部隊の下へ上納金を収めた。
野田（のだ）
集英館（しゅうえいかん）空手道場の師範代。屈強な護衛･「番付き（ばんつき）」に囲まれて街を歩く田辺を注意し、その流れから番付き達と対決する。師範代だけあって優れた空手の腕前を誇るものの番付きの新入りにすら歯が立たず、足首をへし折られてベアハッグで背骨を砕かれる。

### 関東編
漆原睦夫（うるしばら むつお）
関東連合総帥。通称「群馬の虎」。かつて血みどろの抗争を繰り返していた関東の暴走族全てを撃破、関東連合を組織し総帥の座に着いた。サブいわく「高木の50倍強い」「でも決して人を押さえつけたりはしない」。サブを含めた関東勢のほとんどは、漆原に頭が上がらない。
自身も不良でありながら、不良たちの事を「クズ」と呼ぶなど、矛盾した面も若干持ち合わせている。
若くして癌を患い、高木と出会った時には21歳という若さで余命一ヵ月の身となってしまっていた。入院先の病院内で寺本らの襲撃を受け、精一杯抵抗するも瀕死の重傷を負わされ、医師の手を尽くした大手術も空しく絶命する。強烈なカリスマ性を持ち、病床の身でありながら襲撃者の宗政を瞬殺するなど相当の実力者であったが病には勝てなかった。
木村浩一（きむら こういち）
暴走族・神奈川連合（かながわれんごう）の頭で、通称「神奈川の貴公子」。年齢:17歳。冷静沈着であまり感情を表に出さないが、本当は情に厚い性格。意拳の使い手。当初は新関東総和会殺戮連合に加入し、春野の説得にも聞く耳を持たなかったが、実はそれらの態度は仲間達を守る為に取ったものであり、内心では敬愛する漆原の死を知りつつもその悲しみを堪えていた。しかし、最終的に高木の不屈の精神を目の当たりにし、さらに春野が持っていた漆原の位牌を見て考えを改める。その後は千葉に侵攻するも逆に追い詰められた高木の仲間たちを救出したことを皮切りに、殺戮連合の侵攻を食い止めるため、高木に協力を求める。
龍天昇編ではオープンウォーターながらもスキューバダイビングのライセンスを持っていたことが明かされており、高木を救出。しかし、集英会に若杉を殺され、怒りのままに神奈川へと戻る途中でゲンゲンに捕まってしまう。さらに集英会によって麻薬中毒にされ高木らを裏切りかけるが、高木抹殺と龍天昇の巻物入手のために福島外科に向かった際、高木の説得で無事に正気を取り戻す。その後は高木達を始末したと偽ろうとするもゲンゲンらに見抜かれ、三仙叉で刺され戦線離脱。善と悪編で麻薬中毒を克服し、克服時に得た脳波の操縦による新たな力を得て復活。赤松剛鬼を食い止めるべく戦いを挑んだが、チベット密教拳をマスターした剛鬼の大きな力の前に敗北を喫する。その際に死亡したかに見えたが、紙一重で殺されずに済んでいた。エピローグでは地元･湘南にてスキューバダイビングのインストラクターとなっている。
技
- 気魂（きこん）

相手の動きをいなして制御しながら全身の気を蓄え、一気に同調・爆発させることで玉として放出する。
- 抛球発力（ほうきゅうはつりょく）

意拳の大技。自然にあるあらゆる力のイメージを大脳で集約し、その意念を球状の気として精製。それを相手にぶつけることで人間の持つ力以上の破壊力を生む。
- 神通発力（じんつうはつりょく）

意拳最強の技。バイオフィードバックの応用で脳波をコントロールし、α波を自らの意志で発生。その状態から両手での正拳突きの姿勢で通常を上回る威力の抛球発力を放つ。
漆原春野（うるしばら はるの）
漆原睦夫の弟。岩をも砕く南拳の使い手。温厚な性格だが、戦闘時には気性の激しい一面を見せる。殺戮連合に倒された兄の敵討ちと挽回を図り、傷ついた高木を谷川岳にある山小屋に連れ込んで看病し、傷が癒えた彼を天地神明掌を会得させるべく陣々の元へ案内する。その後筑波山での戦いにおいて宗政と戦うも、あえなく敗れた。さらに寺本戦にて力を使い果たしたかに見えた高木が回復するまでの時間稼ぎのため、大竹・佐藤・猪狩・木村と共に寺本に挑むも撃沈。エピローグでは谷川岳内の山小屋にて管理人を務めている。
技
- 岩砕掌（がんさいしょう）

南拳奥義。強烈な正拳を放つ。
- 爆雷掌（ばくらいしょう）

南拳最強奥義。自らの腕を折るほどの強烈な威力の正拳を相手に叩き込む。
宗政治（むねまさ おさむ）
通称「千葉の猛牛」。年齢:19歳。新関東総和会殺戮連合幹部。刃物をも弾くほど強固に鍛えた肉体を駆使する硬筋拳（こうきんけん）の使い手で、笑い声は「フヘフヘフヘ」。左肩に「MSF91」のタトゥーがある。墨田を攻め落とした際には高木を苦しめた雷電の電撃が一切通用せず、漆原の南拳も通じない筋肉を持つ。ALTA前のストリートファイトで高木の発勁を百歩神拳で迎撃し勝利している。筑波山ではムエタイを駆使する大竹に顎を攻撃されて三半規管を狂わされ、追い込まれた末に寺本に粛清されるが、高木を迎え撃つべく寺本に起こされる。だが、高木の天地神明掌に一蹴される。善と悪編では赤松邸突入のため、大重量の鋼板の楯を蔵王力山･佐藤昭二･田辺勝成･岩本哲男･遠藤彦介･トントンと共に持って護衛の銃撃を防いだ。エピローグでは地元にて梨を栽培している。
技
- 百歩神拳

太極拳の技で、高木の発勁をカウンターした。宗政は使用時に「撃破百歩神拳」と言う。
- 超硬筋拳（ちょうこうきんけん）

全身の力を集中し、数秒間のみ硬筋拳の十倍の硬さに体を硬化させる。
- 翔体砕岩（しょうたいさいがん）

超硬筋拳使用時に跳躍し、相手にボディプレスを仕掛ける。
岩本哲男（いわもと てつお）
通称「栃木の荒業師」。年齢:20歳。新関東総和会殺戮連合幹部。スパイク付き棍棒を持ち真島莎武と対戦。莎武の青龍刀をへし折るが、鳳翅刀を用いた新必殺技を喰らい敗北。その後パワーアップした高木と戦ったが、一撃で敗れた。龍天昇編では、潜心力を解放しているゲンゲンのビンタ一発で敗れる。善と悪編では前述の蔵王力山・佐藤昭二・田辺勝成・宗政治と同じく、鋼板の楯を持つメンバーの一人として護衛の銃撃を防ぐ。エピローグでは栃木一の運送会社を経営している。
武井敏彦（たけい としひこ）
通称「埼玉の蟷螂」。年齢:18歳。新関東総和会殺戮連合幹部。蟷螂拳の使い手で、手刀はコンクリートをも切り裂く威力を持つ。また、千本で相手の足を自身の足に釘付けにし、動きを封じる戦術も得意。笑い声は「キキキキ」。神奈川の木村と戦い自爆覚悟の攻撃により相打ちになる。その後は寺本と戦おうとする高木を阻むも、あえなく瞬殺された。龍天昇編では寺本と共にゲンゲンと対決するが、ゲンゲンのスピードについていけずに縛纏術で動きを封じられた末、高木の居場所を吐かせようとした彼とトントンに痛めつけられる。エピローグでは鍼灸院を経営しながら、蟷螂拳を教えている。
寺本清一（てらもと せいいち）
通称「茨城の春風」。年齢:19歳。少林寺拳法の使い手の中でも特に優れた達人達が使う少林十八羅漢拳の使い手。渦巻きのようなヘアスタイルに根本以外が伸縮式の付け毛となった長い弁髪・毛髪棍（もうはつこん）を持つ。漆原睦夫を殺害し新関東総和会殺戮連合総帥となった。冷酷非情な性格で、役に立たない者は仲間であっても容赦なく切り捨てる。実家は裕福らしく、新関東総和会の幹部たちを広い邸宅に招待していた。
他の幹部たちとは一線を画す実力を持っており、佐藤・猪狩・大竹・木村・サブなどの面々を歯牙にもかけずに退けている。発勁魂や托天勢を使用し高木を窮地に追い込むが、仲間たちを傷つけられた怒りによって土壇場で開眼し、真の潜心力を解放した高木が放った天地神明掌により敗れた。初登場時に使用した髪を使った技は「筑波忍術・春風絞殺（ちくばにんじゅつ しゅんぷうこうさつ）」という名前だった。龍天昇編では他の関東勢共々改心して高木の仲間となり、同時に「神が人間の優劣を決めてはならない」という持論の持ち主となる。宗政を除く殺戮連合メンバーと共に集英会系組織・一ツ橋神保組（ひとつばしじんぼぐみ）を壊滅させるが、ゲンゲンの龍天昇には敵わず敗北。エピローグでは中国に渡り修行を続行していると語られた。
技
- 少林十八羅漢手（しょうりんじゅうはちらかんしゅ）

発勁18発分に相当する威力を持つ大技。凄まじいスピードで相手に拳の連打を叩き込む。
- 双飛脚（そうひきゃく）

少林十八羅漢手の派生技。驚異的な跳躍力で飛び上がり、相手に掌底と両足蹴りを喰らわせる。
- 撃撑掌（げきとうしょう）

少林十八羅漢手の派生技。発勁並みの威力を持つ掌底を放つ。
- 拗歩捶（ようほすい）

掌底の形で発勁を放つ。寺本は使用時に「爆殺拗歩捶」と言う。
- 発勁魂（はっけいこん）

毛髪棍で相手を縛り上げ、頭から放つ発勁の振動を毛髪棍から伝わせて相手の骨を粉砕し、内臓を破壊する。
- 少林十八羅漢功托天勢（しょうりんじゅうはちらかんこう たくてんせい）

潜心力を極限まで引き出す技。使うと寿命が5年縮む。使用時には白目の部分が黒く染まる。
白井（しらい）、若杉（わかすぎ）（殺戮連合）、田中（たなか）（殺戮連合）、中井（なかい）（殺戮連合）
殺戮連合に組しながらも寺本らに反感を抱き、高木たちの仲間になったかに思われた者たち。若杉・田中・中井はそれぞれ千葉・茨城・埼玉が出身地。しかし、彼らは殺戮連合が遣わしたスパイであった。筑波山に集まった大竹たちの前でその本性を露わにし、彼らに牙を剥いた。殺戮連合壊滅後の消息は不明。
黄陳々（こう ちんちん）
谷川岳にある祠付近に住む老人で、その正体は流雲の兄。一人称は「拙者」で、語尾に「～でござる」を付ける。「ムッホ」が口癖。また後に登場する暗海は末弟にあたる。太極拳以外にも少林寺拳・虎形拳・地趟拳などのあらゆる拳法を自らの物としてその質を上げている。それらの長所を活かした上で、いわゆる潜在能力である潜心力を引き出して剛力を発揮する我流拳法・神極拳（しんきょくけん）の使い手で、かつて漆原睦夫に神極拳を伝授した。関東の争いを治めるために高木にも神極拳を伝授。奥義・天地神明掌を伝授する際、自身の腕を折り拳法を失った。
その後、弟・暗海の弟子である我王によって瀕死の重傷を負い、病院に搬送される。最期は高木に自分たち兄弟の因縁を語った後、「どんな悪人でも生きる権利はある。生きてさえいれば歪んだ心も正せるからだ」と述べて暗海を救うよう告げ、息を引き取る。死んだはずだが最後の高木VS剛鬼戦でギャラリーキャラクターとして登場している（デビッドも同様）。
技
- 天地神明掌

神極拳の秘拳。暗海との対決で放った際は彼の左腕を粉砕している。しかし、高木との修行で右腕を潰して以降は威力が半減し、高木に伝授したばかりで消耗していたこともあり、我王にはさしたるダメージも与えられなかった。
- 乱打掌（らんだしょう）

神極拳の技。強烈な突きの連打を繰り出す。

### 龍天昇編
我王圭司（がおう けいじ）
邪極拳の使い手。笑い声は「クックックッ」。刃物のごとき鋭い手刀と超スピードを武器としており、普段はワイヤーで編んだマントを着て力を抑えている。谷川岳で陳々を殺害。その後は太禅寺を蹂躙し、忌羅をも手にかける。返す刀で憤る高木を下し、五代目大阪魂を自称する。木村･忌羅ら関東･関西の猛者が束になってもかなわないほどの強さを誇るが、龍天昇の奥義書を狙って太禅寺にある龍神池（りゅうじんいけ）に現れた際、高木にスタミナの無さを見抜かれ倒される。その後神雷に介抱されており、恩を返すため高木に邪極拳の真髄である超集中力とスピードを教える。エピローグでは、今まで殺めた人の冥福を祈るため、僧門に入って修行していると語られた。
技
- 縛纏術（ばくてんじゅつ）

邪極拳の高等技。奇妙な音を伴う気を放つことで相手の気をコントロールし、筋肉を硬直させて動きを封じる一種の催眠術。弱点は対象者が激痛を感じると術が解除されること。
- 阿修羅掌（あしゅらしょう）

邪極拳の技。残像が発生するほどの速さで連続して手刀を放つ。
- 流星蹴（りゅうせいしゅう）

邪極拳の技。相手の顔面に蹴りを叩き込む。
- 殺乱舞（さつらんぶ）

邪極拳の技。相手に突きの連打を喰らわせる。
黄暗海（こう あんかい）
陳々と流雲の弟。笑い声は「クッキッキッキッ」および「ヒッヒッヒッ」。かつては二人の兄をも凌ぐ拳法の天才であったが、その拳に悪が込められていたため父・天昇から性根を見抜かれ、後継者に選ばれなかった。天昇が後継者に流雲を選ぼうとしていることを知った暗海は遺言を改変して宣言、兄たちがお人好しであった幸運にも恵まれ、二人を出し抜きまんまと太極寺の跡継ぎに納まってしまう。
権力を得た後は政治家と結託、暴力をもって近隣の村々を略奪し悪行の限りを尽くす。修行より戻った二人の兄たちの怒りを買い、激闘の末に数種類の蛇から抽出した神経毒が塗られた毒針を用いた不意打ちで優位に立つも、血と共に体外に毒を排出されてしまい、両手を切断され追放。それでも命までは奪われないなど、最大限の情けをかけられていたのだが、全く改心する素振りはなかった。
その後50年間復讐を夢見て、拳の天才のみが持つ資質を利用して生み出される超スピードや超集中力、加えて相手の動きを封じることで急所を突くこと、および相手の攻撃する力を吸収する動きを神髄とした邪極拳（じゃきょくけん）を編み出し、弟子を育てる。太極寺の膨大な財宝のありかと究極の武術が示された「龍天昇」を狙い日本にあらわれ、兄たちやその関係者たちを弟子に襲撃させ、残虐非道に振る舞う。切断された両腕には義手を装着しており、拳法は使えないまでも義手を飛ばして死穴（しけつ）というツボを突き相手の動きを止めることなどは可能のようである。
最後の最後まで悪の道から抜けようとは考えず、ついに龍天昇の宝である膨大な麻薬を手中にするものの、桐山と共に赤松剛鬼に遭遇。龍天昇の巻物を奪われまいと抵抗し、剛鬼の死穴を突くも無効化され、あえなく射殺された。
桐山修造（きりやま しゅうぞう）
神戸に本部を持つ関西最大の暴力団・集英会（しゅうえいかい）の会長。性格は冷酷にして狡猾。背中には広範囲に刺青が彫られている。日本に一大組織を作り上げるべく暗海と手を組み、龍天昇を狙う。木村を麻薬中毒にした張本人で、高木の仲間たちが集英会系組織の事務所を潰しにかかった際、彼らが市民の反感を買うと踏んで放置し、彼らをそうとは知らず自分たちに事務所となるビルを貸した一般人の呼んだ機動隊にぶつけるなど、策士としての一面を見せている。数々の悪事を行ったが、最後は高木に敗れ、集英会本部へ体制を立て直すために逃亡するところで、高速道路に立ちふさがった「広島愚連隊･鬼」大将の赤松剛鬼に大型拳銃（デザートイーグル）で暗海と共に射殺される。その死体は原型を留めぬほど無惨なものだった。
山下敬二（やました けいじ）
集英会系ヤクザ組織・怒髪天組（どはつてんぐみ）の組長。部下に龍天昇の巻物と解読内容を記したファイルを奪わせ、それらを自身の事務所に現れた桐山と暗海に渡す。その直後、高木の命でやって来た安藤と飛鳥率いる部隊に殴り込みをかけられる。桐山と暗海の逃走時に手を貸していたが、両者死後の消息は不明。
二見（ふたみ）
怒髪天組の組員。他の組員たちと共に神雷を刺殺し、龍天昇の巻物とその解読内容が記されたファイルを奪い取った。
西陣菊丸（にしじん きくまる）
京都の頭。妖刀剣（ようとうけん）の使い手で、口から楊枝を岩に突き刺さるほどの勢いで吹き飛ばすことも可能。流雲の弟子の孫。高木の腕試しをし、実力を認めると龍天昇の鍵を高木に託した。エピローグでは地元･京都で呉服店の若旦那として経営していると語る。
技
- 真一文字（まいちもんじ）

妖刀剣の技。跳躍して相手の頭上から刀を振り下ろす。
- 真っ向斬り（まっこうぎり）

妖刀剣の技。気勢をコントロールし、刀から鋭利な気を飛ばして離れた対象をも一刀両断する。
遠藤彦介（えんどう ひこすけ）
奈良の頭。奈良時代に御門護衛のために生み出された一技必殺が売りの古武術・平城流兵術（へいじょうりゅうへいじゅつ）の使い手。流雲の弟子の孫。腕試しの末、高木に龍天昇の鍵を託した。高木に手加減したとはいえ天地神明掌を出させるなど実力者だが、トントンとゲンゲンに敗れた。善と悪編では剛鬼にあっさり投げ飛ばされ敗北。捕まるも後に脱走し、赤松邸突入の際に、前述の蔵王や佐藤らとともに鋼板の楯を持つ面々のひとりとして護衛の銃撃を防いだ。エピローグでは平城流兵術の道場の師範となっている。
技
- 大花輪（だいかりん）

平城流兵術の技。相手の腕を掴んで捻りを加えながら地面に叩きつけ、肘打ち（中段ひじ打ち二角拳法突き）を加えて追い打ちする。そのため、相手は受け身を取ることすらできない。
- 地獄落し（じごくおとし）

平城流兵術の技。相手の腕を極めながら胴体を抑え、反転させて脳天を地面に叩きつける。
- 地獄突き（じごくづき）

平城流兵術の技。強烈な正拳を相手に喰らわせる。
天道真紀（てんどう まき）
和歌山の頭。小柄な女性ながら、鍛えられた足首が生み出す驚異的な跳躍力を駆使する中国宮廷秘拳・花架拳（かかけん）の使い手で、実力は西陣・遠藤を上回る。流雲の弟子の孫。3人で鍵を探し出した後は、彼女が龍天昇を習得する予定であった。
高木は（相手が女ということもあったが）彼女に触れることすらできなかったが、高木の意気に打たれ龍天昇の鍵を託す。高木が我王との再戦中、龍天昇の巻物を預かっていたがトントン・ゲンゲンに巻物をあっさり強奪されてしまう。その後は高木の呼びかけに従って集英会系組織の事務所を襲撃するも、機動隊員によって警棒で殴り倒される。エピローグでは家事手伝いをしていると語る。なお、その時点でも独身であった。
技
- 乗雷破岩（じょうらいはがん）

花架拳の技。相手の頭上に跳躍してから上空から降下しつつ、強烈な蹴りを放つ。その大きな落差から体重の何倍もの力を発揮することが可能。
若杉達也（わかすぎ たつや）
神奈川連合の副頭にして、木村の幼馴染。年齢:17歳。木村と共に神奈川連合を盛り立てており、普段冷静な木村も彼の前では本当の笑顔を見せていた。幼稚園時代は木村より喧嘩が強かったが、いつの間にか彼に追い抜かれていた。神奈川連合本部にいる最中、木村をおびき寄せるべく送り込まれた集英会の放った刺客によって射殺される。
岩崎（いわさき）
関五工の生徒。高木を狙って関五工に襲来した集英会系ヤクザ組織・一ツ橋烈風会（ひとつばしれっぷうかい）の組員によって射殺される。
ハンナ
今は亡き少年時代の高木の愛犬。高木はその死に悲嘆に暮れており、天昇との修行で無になりかけた高木の走馬灯に現れた。
ゲンゲン
暗海の最高の弟子。トントンと共に数十万人といる赤子の中から暗海に選ばれた拳の天才たちの一人。髪の無い頭を覆う卍マークの付いたバンダナと、語尾に「～アル」（初登場時は「～デス」）」を付ける口調が特徴で、笑い声は「ホホホ」。柄に投擲時に持ったり、相手の首を吊るす際に使われるロープの付いた三仙叉が武器。13歳の頃、内向的な性格とその内に秘めた残虐性に目を付けた暗海の実験によって、牢に入れられた上で兄弟弟子たちに体罰と罵詈雑言を与えられた結果髪は白髪化して抜け落ち、自ら戦闘に邪魔な理性を消すことが可能となった（その際、トントン・我王を除く兄弟弟子百人を殺害している）。
羽田空港でトントンが取り逃がした木村をあっさり捕まえる。後にトントンたちと共に福島外科に現れ、高木たちを始末しようとする。龍天昇を物にできていない高木を倒し、さらに自分たちを裏切った木村を刺すが、森上たちが助けに入ったことで逃げられる。大阪に集まった関東勢を追う際に寺本と対決し、托天勢を使用した寺本を撃破。その場にいた岩本・武井もほとんど全力を出さずに倒す。トントンを倒した高木を一度は死に追いやり、桐山たちと合流して森上と戦った際は眼を潰され苦戦したがKO寸前まで追い詰めるも、このときは高木が救援に訪れ、状況不利と見て理性を消して戦う。
龍天昇を物にした高木を相手に暗海も止められないほどの超パワーを発揮する。しかし、自身の三仙叉で手を壁に釘づけにされるも、真龍天昇を喰らう直前で左手の薬指と小指を切り落として脱出。足からの龍天昇で止めを刺そうとするが、仲間たちの幻影に励まされた高木の反撃でついには敗れた。エピローグではトントンと共に拳法から足を洗い、中国に帰国してラーメン店を経営していると語られた。
技
- 獣神掌（じゅうしんしょう）

邪極拳最終奥義。蛇・鷹・熊・虎の動きを取り入れた形から強烈な一撃を繰り出す。不完全な龍天昇とフォームが酷似していた。
- 縛纏術

我王と同様の技。森上の動きを封じた。
- 破壊心停弾（はかいしんていだん）

邪極拳必殺奥義。心臓に突きを喰らわせた相手の体内で力を炸裂させることで、心臓の動きを止める。一度は高木をこの技で死の淵に追いやった。
- 超殺弾拳（ちょうさつだんけん）

邪極拳の技。強烈な正拳を繰り出す。
- ゲンゲンキック

強烈なドロップキックを放つ。
- 龍天昇

黄天昇の編み出した技。龍天昇の巻物を解読することによって身に付けた。両足からも発動可能。ゲンゲンは使用時に「激爆龍天昇」と言う。
トントン
暗海の弟子。一人称は「ポク（しかし、初登場時は「僕」）」で、ゲンゲン同様語尾に「～アル」を付ける。肥満にも見える巨体ながら素早い動きとパワー、矛を武器とする。大阪空港で木村を追い詰めるが高木の機転により取り逃がしてしまう。その後、龍天昇を習得するが、中途半端な性能で体得したため、真の力を発揮できずに高木に敗れてしまった。善と悪編では前述の蔵王・佐藤ら同じ巨体・力持ちの面々で赤松邸突入のための鋼板の楯をもつひとりとして銃撃を防いだ。エピローグではゲンゲンとともに中国に帰国してラーメン店を経営している。
技
- 龍天昇

ゲンゲン同様にこの技を使用可能。しかし、中途半端な性能でしか体得できておらず、フルパワーで撃った際には体が痩せ衰え、頭髪が半分抜け落ちていた。トントンは使用時に「爆撃龍天昇」と言う。
黄天昇（こう てんしょう）
陳々･流雲･暗海の父で、古くから中国の軍事部門を司ってきた太極寺（たいきょくじ）8代館主。結核を患ったと思われていたが実は暗海によって毒を盛られており、後継者と目していた流雲に龍天昇を伝授しきらずに倒れた。今際の際、流雲と陳々に「暗海が実権を握るような事があれば必ずお前たちが暗海を殺せ」と言い残して死亡した。しかし、「あの世」で龍天昇の本当の力・生命力を高木に教えるべく修行をつける。その際に互いの生命力同士を激突させた末、自身の生命力を高木の魂に取り込ませ、一体化した。その後は善と悪編にて仮死状態となった高木に呼び出され、陰陽拳を破る極意「極楽蛙鳴掌」を伝授。
技
- 気砲（きほう）

生命力の一部を増幅し、手から打ち出す。
- 極楽蛙鳴掌

天昇独自の技で、周陰を破った。後に高木もこの技を習得。
君站（クンタン）
暗海が実権を握った太極寺の者たちに金品を奪われそうになり、餓死の危機に追いやられていた八人家族の少年。太極寺の者たちに立ち向かうも、あえなく蹴り倒された。
平野（ひらの）
FFVニュースのレポーター。桐山邸から桐山が出ていく様子を中継していた。

### 善と悪編
赤松剛鬼（あかまつ ごうき）
高木の腹違いの兄であり、「広島愚連隊・鬼（ひろしまぐれんたい・おに）」大将。桐山殺害後は集英会二代目組長に成り上がる。金周陰の陰陽拳をベースにあらゆる格闘技のエキスパート達や、生理学・生体学・性力学などのデータによって編み出された究極の格闘技・鬼道流合気柔術（きどうりゅうあいきじゅうじゅつ）の使い手で、相手の気を読むことですべての拳を中和・無効化する超柔を売りとする。この他、テクニックとパワーに優れている。性格は非情で龍天昇の宝×数兆円分の麻薬を強奪するために暗海と桐山を躊躇なく射殺し、高木や森上たちを罠にはめて少年刑務所送りないし拷問・麻薬漬けにした。その際、高木を含むメインキャラクターたちをほぼ一撃で戦闘不能にする実力を見せている。本作の事実上の最終ボスである。
歪んだ性格は仕事一辺倒の父親と志子の恨みを呟くだけの不気味な母親に育てられ、帝王学を学ぶ忙しさから友達とも遊べない不遇の幼少期を過ごしたため。しかし父からの愛を手に入れるため金周陰の「強くなれば何もかもが手に入る」の言葉をもとに強くなり、学力やスポーツでトップを手に入れ父のもとに向かう。しかし剛之助が高木を発見した一報を聞き自分に一度も見せた事のない笑顔を見せ、尚且つ跡取りにしようと聞いたことで絶望し高木を殺すことを決意、鬼となる。広島愚連隊結成後は加賀谷のスパイ工作と自身の力で数多の対抗チームを壊滅に追いやっている。かつてない程に高木を追い込むが、鬼泣き島での再戦にて自分の師である金周陰により成長した高木に人生初の敗北を喫し、命からがら退却した後は切磋琢磨の心を知り単身チベットへと向かう。その際、自ら服従させたかに見えた桃千代に恋愛感情を抱く。
チベットにてチベット密教守護のための拳法・チベット密教拳の修行後、脳波のコントロール技術や他者の寿命を感じる能力、そして高地での修行によって発達した毛細血管による優れた心肺能力からなる超時間の連打と驚異的な回復力を手に入れ、帰国直後に木村をはじめとする高木の仲間たちを撃破。「デス･ゲーム」において高木と雌雄を決する。修行で得た力と根性で験力を完全に使いこなせるようになった高木を追い詰めるも、心肺能力を急激に上げた上での長時間戦闘の影響で酸素を過度に取り込んで肉体に負荷がかかり、さらに力尽きたかに見えた高木も剛之助の自己犠牲で助かる。父の死に動揺しながらもなお覇道を突き進もうとするが、高木の大技三連発に敗れ、その際に高木の愛の籠もった「人を呼ぶ拳」に触れて改心する。エピローグでは高木に敗北した後、どさくさに紛れて国外逃亡して日本から脱出するが、中国からのチベット独立のために仲間たちと戦っている旨が語られた。
技
- 閻魔無明脚殺（えんまむみょうきゃくさつ）

鬼道流合気柔術の技。相手の両目の間にある急所・烏兎（うと）を蹴ることで、相手の脳に鼻骨と前頭骨の破片を直撃させる。
- 百烈殺（ひゃくれつさつ）

鬼道流合気柔術奥義。拳の連打を繰り出す。
- ･脳天地獄落とし（のうてんじごくおとし）

鬼道流合気柔術の技。相手の腕を掴んで一本背負い投げを決め、相手を脳天から地面に叩きつける。高木との最終決戦にて1回のみ使用。
- 曼荼羅掌（まんだらしょう）

チベット密教拳の技。両手を組み合わせてすべての指を曲げつつ開き、その体勢から相手に掌底を喰らわせる。
- 大黒天（マハーカーラ）天地破壊蹴（-てんちはかいしゅう）

チベット密教拳の最終奥義。強烈な蹴りを繰り出す。
- 聖脚（せいきゃく-）ヴァジュラ（金剛）大蹴（-たいしゅう）

チベット密教拳の技。強烈な後ろ回し蹴りを放つ。
- チャンダマ･ハーローシャナ（不動明王）剣（-けん）

チベット密教拳最強活殺奥義。鋭い突きで相手の延髄を貫く。
加ヶ谷優（かがや ゆう）
広島愚連隊の一員で、ヒーロー然とした容姿をした優男。「ヒャッホホーッ!!」が口癖。当初は「赤松に恨みを持つ者」と名乗り、機動隊の囲みから桃千代一人を救い出した。しかしその正体は剛鬼の忠実な腹心で、桃千代を剛鬼に差し出しただけでなく、森上や安藤たちを罠にはめておびき寄せ、クスリ漬けにした外道。ハニーフェイスを活かした二重スパイ工作を得意とし、「だまし屋」の別名を持つ。戦闘力は余り高くないものの桃千代の一撃を防いで反撃するあたり、それなりに実力はある。デス･ゲームでは司会進行を担当し、高木たちの神経を逆撫でするマイクパフォーマンスを行った。その一方、撤収時に転倒するなどやや間が抜けている。高木が剛鬼を倒した後、工作と虫に袋叩きにあう。エピローグでは改心したらしく、その"仕切り”の旨さを活かして東西OB会の司会を担当していた。なお、その際に自身に瓜二つの二人の息子をもうけ、健康器具を販売していることを明かしている。
ルパン/金周陰（きん しゅういん）
剛鬼の師で陰陽拳（いんようけん）の創始者。鬼泣き島にて世界中の難攻不落を誇る美術館・銀行で数百億円分もの盗みを働いた末、とある代議士の隠し金を狙うも失敗し、逮捕されたマジックと窃盗の名手である年齢・性別不明の大泥棒「ルパン」と名乗ってはいたが、それは剛鬼の目から身を隠すための偽名で本名は金周陰。
鬼泣き島に君臨する三人の凶悪犯たちの一人であり、顔にピエロのようなメイクをした若い身なりのマジシャン姿をしてはいるが、正体は高木の師である黄天昇と同じ時代を生きた齢百を越す天才拳法家で、天昇をして「自分の戦った者たちの中でも最強」と言わしめる。普段は年齢を隠すために両手の関節を外し、足にギプスをはめた上で重たいマントを羽織っている。この他、彼本来のスピードで相手を翻弄し、トランプや茎が鋭利なストロー状となっており、刺さると相手の血を吸い出す造花を投擲しての攻撃や地面に仕掛けた殺虫剤を散布するなどのマジック技も使う。また、天地神明掌についても知っていた。
16歳という若さで陰陽拳を創始し、中国各地を暴れ回っていた。傲慢で不遜な性格だったが天昇に敗れ改心。以後は正しく拳を磨くためにインドに渡り、ヨーガを極めることで超柔を上回る超々柔を身につけるが、天昇はすでにこの世を去り生きる指針を失い窃盗・殺人などの犯罪に手を染めていく。その過程で剛之助に出会い剛鬼の師となり陰陽拳を伝授する。しかし剛鬼が無敗でかつての自分と同じく奢り昂っていたので敗北を教えようとするが、それが悪魔を生みだすことになると考え躊躇し、以後はルパンと名を変え鬼泣き島に身を隠す。その後高木に出会い、自身らの勧誘を蹴った彼をトランプ投擲で倒す。さらに虫を襲撃した際に助けに入った高木を痛めつけて投獄し、彼に一騎打ちを挑まれるも撃破。その目にかつて自分に唯一敗北を教え改心させた黄天昇を重ね、同時に弟子と知ることで敢えて憎まれ役を演じ高木の成長に一役買った。ルパンに扮していた際は慇懃な口調だったが、本性を現して以降は口調も老人のそれとなる。超々柔で極楽蛙鳴掌を破るも、高木に動きづらい水中に引きずり込まれて陰陽拳を封じられ、真龍天昇ダブルボンバーに敗れる。二度目の敗北に満足そうに心の中に現れた天昇と会話し、高木に「剛鬼に敗北を教えてはならん」といい遺し、倒したら必ず殺すように忠告しこの世を去った。
技
- 閻魔無明脚殺

鬼道流合気柔術と共通の陰陽拳の技。
- 七日殺し（なのかごろし）

相手の内臓に強烈な一撃を叩き込み、徐々に各臓器を破壊する古武道奥義。受けた個所には解除されない限り消えない跡が残る。この技の影響で破壊された内蔵はどんな薬や医療をもってしても治癒せず、受けた相手は地獄の苦しみと共に七日後に命を落とす。使用者はこの技を解除したり、臓器破壊のスピードを調節することも可能。剛鬼は高木との再戦時、この技の応用で自身の心臓が三時間で停止するようにし、そのプレッシャーで相手の拳による死の恐怖を打ち消している。
- 地獄破顔掌（じごくはがんしょう）

相手の顔面に正拳を放つ。
- 地獄爆炎膝殺（じごくばくえんしっさつ）

陰陽拳最終最強奥義。空中高く跳躍してから高威力の膝蹴りを放つ。
- 極楽蛙鳴掌返し（ごくらくあめいしょうがえし）

極楽蛙鳴掌を破るために周陰がヨーガの応用で編み出した技。相手の第一打を体がくの字になるまで後ろに反らして回避すると共に力を蓄え、体勢を戻すと同時に相手に拳を喰らわせ、溜めた力を一気に爆発させる。
赤松剛之助（あかまつ ごうのすけ）
時の内閣総理大臣で、剛鬼と義志の父。いかつい顔と大柄な体躯をした老人で常時羽織袴を着ている。太平洋戦争時に少尉に任官しており、満州で終戦を迎えると旧陸軍の隠し財産を独占し、その財力を背景に赤松財閥（あかまつざいばつ）を牛耳る代議士となり権力の階段を駆け上った。その政治手腕は汚職に塗れており、強大な権力を持つものの多くの敵を持つ。
隠し財産入手のために同じ陸軍の仲間を手にかけ、多くの悪事を働いた彼だが、内心では罪悪感を抱いており、誰かが自らを倒すことを望んでいた。また、剛鬼に対しての冷酷な態度は彼に強く偉く育って欲しかったが故に取ったものであり、本質的には高木共々剛鬼を愛していた。高木によって護鬼たちを全滅させられた後は高木を自らの後継者にするべく誘うも断られ、洗脳されたかと思われた森上を高木にけしかけるも、実際は正気を保っていたため裏切られる。最期は剛鬼の密教拳奥義で止めを刺される高木をかばい、奥義を受けて胸を貫かれる。「愛するわしのもう一人の子、剛鬼を救ってやってくれ」と死に際に高木に遺言し、実質和解したあと絶命した。
剛鬼の母親
剛之助が政略結婚に娶った女性。政略結婚のため剛之助にとって愛はなかったが、彼女自身は剛之助を愛していたようで、イタコの服装をして不倫相手の志子への恨みを一日中呟いていた。息子剛鬼を愛することもしなかったため、剛鬼の人格形成に深く影響をおよぼした。剛之助が高木を発見した時も剛鬼の背後に立ち、剛鬼が鬼になる決意の原因となった。
羽根（はね）
大阪県警の男。赤松親子と結託しており、高木に桐山と暗海を殺害した濡れ衣を着せて逮捕・連行した。
集英会の幹部たち
集英会の幹部連の面々。サングラスと長髪が特徴の組長代行・サングラスと丸刈りが特徴の副組長・パンチパーマの若頭によって構成される。組長代行が新たな集英会組長として剛鬼を推薦するが、副組長がそれを気に食わず六連発の拳銃に三発弾を入れてのロシアンルーレット対決を挑む。しかし、副組長が自身の頭を打ち抜いて死亡し、剛鬼が弾の空いた分を使い切って己の強運を誇示したことで、剛鬼を組長に迎える。
小林繁（こばやし しげる）
高木が剛鬼によって入れられた関西特別拘置所にある、集英会系のヤクザを中心に拘留している666号雑居房の室長。自身も集英会系ヤクザであり、肥満体が特徴。一人称は「わし」。幼少期から何をやってもうまくいかず、気弱な性格から周囲にいじめられていた。中学時代に箔を付けようとヤクザとなることで虐げられなくなるも、本質的には気弱さは変わっておらず、自身もその現状に嫌気が指して人生に何の目的も生きる意味も見い出せず、シンナーに溺れる日々を送っていた。
逮捕されて雑居房の室長となった後、そこに入れられた高木が桐山を殺したと思い込んで他の囚人たちと共にリンチを行う。しかし高木の逆襲に遭い、その際の騒動の責任を取らされて高木共々鬼泣き島に送られる。その後は護送の船に無理やり戻ろうとして激流の海に落ち、その際自分を救おうと尽力した高木に心打たれ、三人の実力者たちによって傷ついた彼を助けるなどして協力する。虫と協力して高木を助けようとするもルパンたちに見つかり、虫と共に必死で高木を守ろうとしてルパンに重傷を負わされる。復活した高木に使命があると悟った彼は、高木に「世界中の自分のような弱者たちに夢を見せ、救ってくれ」と頼んで倒れる。回復後は剛鬼が陸上自衛隊に命じたことで鬼泣き島にナパーム弾が投下され、その際に自分たちが作った二隻の50人乗り大型木造船の片方が炎上。その際、自身が「死に場所」を探していたことに気付き、残る片方の船に高木たちを乗せるべく、10人の志願者たちと共に島に残ることを決意。当初残ろうとした工作と虫を船に乗せ、燃え盛る鬼泣き島と運命を共にした。
徳竹隆幸（とくたけ たかゆき）
鬼泣き島に君臨する三人の凶悪犯の一人で、通称「工作」。年齢:25才。優れた技術力を持つ爆弾や銃器製造の名人で、中近東でのテロに参加し無差別連続殺人に関与。後に日本で剛之助を含めた政治家大量爆殺計画を企てるも失敗、投獄された後は工作軍団を率いる。二連式拳銃や爆弾、巨大スリングショットや大砲の扱いに長ける。激流に呑まれた高木と小林を救出し、鬼泣き島の頂点に立つべく好条件で高木を仲間に引き込もうとするも交渉決裂し、高木を銃撃。後に虫軍団を襲うも、用心棒となった高木に追い詰められる。切り札として密かに作り上げていた大砲を繰り出すも、導火線に着火しようとした火を百歩神拳で消され、高木に倒される。その後は捕らえられるもルパンによって身柄を回収され、彼と同盟を結ぶ。虫を痛めつけるも、高木の逆襲に遭う。高木が周陰を倒すとその仲間となり、周陰が鬼泣き島に向かう際に使った小舟の拡大版を設計し、脱獄に貢献した。
業火に包まれる鬼泣き島からの脱出時には島に残ろうとするが、オールの修理のために高木たちと同行する道を選ぶ。デス・ゲーム第2ラウンドにて、高木にバックルからワイヤーが射出される自作の「飛び出す工作ちゃんベルト」を渡して危機を救い、さらに時限爆弾の爆発でビルから転落しそうになったリックを助けている。デス・ゲーム本戦後は憎き剛之助の資金源である金庫を破壊するべく即席で造った時限爆弾をセットするが、高木と剛鬼の戦闘中に誤爆し、その破片が高木の背中を傷付けてしまう。最終回にて自衛隊の爆弾処理班に所属したことが明かされた。
加藤雅貴（かとう まさたか）
鬼泣き島に君臨する三人の凶悪犯の一人で、通称「虫」。年齢:18才。一人称は「僕」・「僕様」で、「くれ」の発音が「くり」になっている。小柄な体格の青年で、虫軍団を束ねる。虫の生態に非常に詳しく、小学三年生の時に虐められた仕返しとして伝染菌病を持ったゴキブリを町中に発生させ、広島中に伝染病を流行させ捕まる。戦闘では虫を操る笛とハチを吸い寄せる液体の入ったボールを用いる他、虫をすり潰して作った劇物の傷薬を作ったり、虫との意志疎通も可能。非常に仲間思いで、特に虫たちには深い愛情を注いでいる。
勧誘を断った高木をハチに襲わせる。その後は傷ついた高木が小林に運ばれて自身の治める地区に現れるや、高木を治療して用心棒とし、工作軍団を壊滅させる。しかし、工作を助けたルパン軍団の襲撃を受けた挙句、元々彼らの共倒れが目的だった高木と小林に逃げられてしまい、自身も殺虫剤で虫たちを無効化された上工作の反撃で重傷を負う。しかし、彼に情がわいた高木が介入し、小林に助けられたことで高木を信用。高木の味方となると同時に鬼泣き島からの脱獄を決意し、ルパン・工作の連合軍から高木を守ろうと奮闘するもルパンに敗れる。しかし、ルパン/周陰に苦しめられる高木をハチを放って援護し、怒る周陰に痛めつけられる。鬼泣き島にナパーム弾が放たれた際は島に留まろうとするも、小林に気絶させられ船に乗せられる。その後はデス・ゲーム第2ラウンドにてロープに仕掛けられた爆弾が爆発して転落しかけた龍隆を体を張って救出し、デス・ゲーム第4ラウンドで桃千代を犯そうとする鬼龍院をハチたちに攻撃させるが、逆に気でハチを粉々にされた。エピローグでは東大の昆虫博士となり、講義・研究をしている旨を語った。
鬼泣き島の残留者たち
燃え盛る鬼泣き島から高木たちを逃がすべく、小林と共に鬼泣き島に残った者たち。山口（やまぐち）（先述の山口文太とは別人）・鈴木（すずき）・伊丹（いたみ）・西場（にしば）・斉藤（さいとう）（空手部の斉藤とは別人）・平木（ひらき）・羽根（はね）（県警の羽根とは別人）・飯田（いいだ）・下山（しもやま）に名前不明の男性一人を入れた10人。高木が炎の中から救い出した大型船に他の囚人たちと乗り込むと、小林と共に高木たちへ「自分たちの分まで生きろ」と望みを託して炎の中に消えていった。
天馬人道（てんば じんどう）/高木義孝（たかぎ よしたか）
赤松に対立する自由革命党（じゆうかくめいとう）の若き党首。本名は高木義孝。二十代で国政に進出し“永田町の荒武者”と呼ばれる。高木の法律上の父親。年齢:39歳。18年前に妻である志子が剛之助に強姦され、精神を病んだことからその復讐のため代議士となった。長年、剛之助の心臓ともいえる膨大な資金源を追っていたのだが、高木の活躍により旧陸軍の隠し財産の在り処の手がかりを掴むことに成功。剛之助の政治生命に止めを刺すべく、鞍馬山で験力の修行をさせるなど高木を応援する。
一見、正義に燃える政治家然とした人物ではあるが、その正体は妻を強姦ではなく不倫によって寝取られたという事実への嫉妬と憎悪により義理の息子である義志を孤児院に遺棄し、実父である剛之助に対して憎しみを覚えるように仕向けた、正義漢とはほど遠い人物であった。剛鬼との闘いの後、高木に「孤児院に棄ててくれたからこそ、素晴らしい仲間に会えたし、俺も成長できた。あんたや親父のせいじゃない」と諭されて号泣する。エピローグでは志子を引き取って北海道にて｢きたきつねのいえ｣という孤児院を経営しており、高木のような孤児を一人でも多く救いたいため、東西OB会にはまだ出られないと森上にメッセージを託した。
天道志子（てんどう ゆきこ）
天馬人道の妻で高木の母親。元は剛之助の事務所で秘書として夫の人道と一緒に働いていたが後に剛之助と両想いとなり不倫、高木を産み落とす。剛之助との不倫の際にその愛を進んで受け入れ、その後自らが犯した過ちの罪悪感に押しつぶされて精神病院の患者となる。見かけは高木の恋人桃千代と瓜二つ。後に験力を発動し悪の血に支配された高木を無意識の内に祈ったことで救い、最終回にて改心した人道に引きとられる。本作の全てのきっかけとなった女性。
僧大坊（そうだいぼう）
京都・鞍馬山にある鞍馬大寺（くらまだいじ）の住職で、天馬の知り合い。天狗を思わせる長い鼻が特徴で、ヤツデの葉状の扇を持つ。妻子持ちで、妻はアメリカ人。その影響か一人称が「ミー」であるなど、英語交じりの口調で喋る。小柄ながら修験道の奥義にして心の力である「験力（げんりき）」を引き出すことで内に秘めた野生を解放し、凄まじいパワーを発揮できる。龍天昇や生命力に関しても知っていた。なお、牛若丸も験力を習得しており、日本統一に大いに貢献したと語っている。
かなりの守銭奴で、験力伝授と引き換えに高木に布施を要求。しかし、天馬から「高木に験力を教えればデス・ゲームの賞金400億円から2割の80億円を差し上げる」と突き付けられた条件を吞み、高木に験力を伝授する。精神世界で煩悩に飲み込まれそうになった高木を間一髪で救出し、サポートした。エピローグではOB会に参加。天馬に約束の報酬支払いを反故にされたことを気にしていたが、剛鬼との決着直後に金塊を盗んでいたことが明かされた。
神（かみ）
験力体得のため、鞍馬山にある「不動明王の滝（ふどうみょうおうのたき）」で「己」を考える修行を行う高木が精神世界において遭遇した存在。巨大な釈迦のような外見をしている。何十年修行してもその姿を見ることができない者もいるといわれる中、高木は一週間でその姿を見るに至った。初対面にて高木に試練を課し、その慈悲の心を知る。その後は高木に精神力を無限に増幅させる効果を持つ金剛杵の形をした自身の力を授け、救いを求める者たちを救うように告げる。しかし、急に佐川らに起こされた高木は神の力を落としてしまう。その後、剛鬼との対決で昏睡状態となった高木の前に現れ、剛之助を許すことで高木に流れる悪の血が善の血に変わることを告げ、改めて高木に力を託す。
チビッコハウスの主人
高木が幼少期を過ごした孤児院・「チビッコハウス」の主人である女性。高木からは「マザー」と呼ばれている。神が高木に見せた幼少期の思い出の中に現れ、両親がいないことを理由に周囲からいじめられる高木に「高木は神様に選ばれた子で、日々の出来事は全て神様がいろんなことを教えてくれている証。だから、いろんな気持ちを他者に教えて欲しい」と語る。
古田秀樹（ふるた ひでき）（警視総監）
警視庁の警視総監。赤松邸での激闘を終えた高木を仲間たちが赤松邸に向かう際に行った暴走行為の首謀者と見なし、周囲を包囲した上で自首を迫る。寛大な性格で、渋りながらも抵抗する暴走族を相手取る機動隊に銃器の使用を許可しようとするも、高木が全責任を背負って自首したことで彼一人を逮捕するが、その際高木の正義感に心打たれる。後に高木は無罪となったものの、その社会的影響から彼の日本滞在を懸念し、高木に難民救済部隊の一員としてアフリカに行くよう勧めた。
ミッキー･バイソン
剛之助の親衛隊・護鬼四人衆（ごきよにんしゅう）の一人。筋骨隆々の大柄な黒人で、裏世界の賭け試合であるブラックレスリングの猛者。剛鬼にパワーとレスリングを伝授した。デス・ゲーム第1ラウンドの相手として、赤松親子によって廃校にされた関五工のプールを改造した闘場で高木と戦う。桁外れのパワーと鋼鉄の肉体を持ち、高木の打撃技が全く通用しなかった。コンクリート面を利用した戦いを得意としている。高木を苦しめるも陰陽拳を駆使した彼の超柔に攻撃を無効化され、自身の技を模倣されて敗北。エピローグではアメリカに帰国し、フロリダ州で大農園を経営していると語られた。
技
- デス･スキル ベアーズピロウ（死の技・熊の枕）

相手をアルゼンチン・バックブリーカーの体勢に捕らえてから跳躍し、反転して相手を地面に叩きつける。
ナームケン・尾田（ナームケン・おだ）
護鬼四人衆の一人で、タイの山岳民族に代々伝わるタイ柔術の達人。長髪と鰌髭が特徴のスマートな中年。別名「タイの鬼蜘蛛」。デス・ゲーム第2ラウンドの相手として、工事が中断されたビルを改造した地上40メートルの高所にロープを蜘蛛の巣状に張り巡らした闘場「蜘蛛の巣城（くものすじょう）」にて高木と戦う。これまでの高木の敵たちと比べ攻撃力や耐久力は劣るものの俊敏性とバランス感覚に優れ、その独特な闘技場の地の利を生かした戦い方で高木を苦しめた。高所恐怖症の高木は試合開始直後から圧倒的劣勢に立たされるものの、目隠しや福島先生の機転から高所恐怖症を克服し、高木に右足首を折られた上で組み付かれて逃げ場を無くされると、そのままベアハッグにより背骨を折られて敗北した。エピローグではタイに帰国して、タイ柔術普及のための活動を続けていると語られる。
技
- パーユ（風）

タイ柔術秘宝と呼ばれる技。強烈な掌底で相手を吹き飛ばす。
- プーカオファイ（火山）

タイ柔術の技。強烈な飛び蹴りを放つ。
- フォン（雨）

タイ柔術の技。強烈な正拳を放つ。
- ファーローン（雷）

タイ柔術最高最強の激技。ロープ反動を利用して通常の何倍もの高さのジャンプを行い、そこから飛び蹴りを繰り出す。
アグルワール
護鬼四人衆の三人目。別名「インドの鬼神」。作中では、「以前にも四人衆の2人まで倒した者はいたが、3人目を突破した者はほとんどいない」と言われている。王蛇シヴァを扱うインド出身の蛇使いであり、特殊な横笛でシヴァを操る。シヴァとは恐ろしいまでの連携を見せるが、験力を発動させて悪の人格となった高木に破れ、最期は高木に自身のファイトマネーの全額約5億円を渡して見逃して貰うも、背後からSPの機関銃に撃たれて死亡。シルエット姿での初登場時には普通サイズのニシキヘビを身近に置いていた。
王蛇（おうじゃ-）シヴァ
アグルワールの操るインドニシキヘビ。全長20m、胴回り3mの巨大な体で、闘牛を10秒で絞め殺すとさえ言われている。全身は高木のパンチが全く通じないほどの柔軟な筋肉に覆われていたが、筋肉ではない両目を高木に潰される。本気を出して熱を探知する舌とピット器官で高木の居場所を探り追い詰めるも、験力を発動させて悪の人格を露わにした高木に舌を引き千切られ、鋭い突きを受けて敗北。
鬼龍院茂 （きりゅういん しげる）
護鬼四人衆の最後の一人。30年前に6カ月間で260もの道場を潰し、1200人以上の死傷者を出したことで全世界の格闘技界を震撼させたという伝説の拳王で、50歳を超えてなお強さを増している超人的な格闘家。全身に無数の傷がある。若い頃、徹底的に叩きのめした酔っぱらいのヤクザの男に手加減をしたために刃物で背中を刺された経験や「最後の壁（躊躇なく人を殺すこと）」を超えた剛之助との出逢いから、どんな相手に対しても一切の容赦をしない人物に変貌した。
驚異的なパワーとスピード、格闘センスやテクニックを誇り、ボクサーのごときスピードと空手家のような破壊力を兼ね備えた突きやムエタイを思わせる鋭い切れ味の蹴り、華麗で無駄のない身のこなしからの投げ技を得意とする。加えて剛之助の下で鍛練・殺人を重ねたことによって験力や悪しき願力のエネルギー・「鬼（き）」も使用することができ、その際には鼻が尖り髪が乱れた禍々しい形相となる。
高木に対しては、彼の最大ポテンシャルである験力を引き出させるため、桃千代に乱暴を働こうとするが、目論見通りに験力を発動した高木の前に追い込まれ、20年分の生命力を費やしてまで高木を倒そうとする。しかし、全験力を賭した高木の防御に全身全霊を籠めて放った鬼溜砲を防がれ、さらに龍天昇で敗北した。完全な悪人ではなく少年の頃から「最強の男」になるべく努力し、歳を重ねてもその夢を諦めなかった真の格闘家であり、その純粋な心には高木も闘いの後に素直に敬意を表したほどである。敗北後は自身の修行不足を実感しながら果てたかと思われたが、エピローグにて生きていたことが判明。更なる力を求めて世界中を回りながら修行をしていると語られた。彼のみ、他の護鬼たちと共に初登場した際のシルエットが正式に姿を現した際のデザインと異なる。
技
- 鬼溜砲（きりゅうほう）

鬼を両腕に蓄え、拳の連打を繰り出す。自身の全生命力を籠めて放った際には白髪となっていた。
蜆純子（しじみ じゅんこ）
東京国際マラソンに参加した少女。全くの無名だったが、努力と根性の甲斐あって日本新記録を達成した。

## 単行本

### 大阪編
- 1巻：おっす入部届
- 2巻：高木大魔人の逆襲
- 3巻：炎の大師範
- 4巻：死闘!!高木vs.佐川
- 5巻：高木さん、髪型の秘密
- 6巻：三分間の伝説
- 7巻：大阪総攻撃の夜
- 8巻：死刑台の関五工
- 9巻：天命のままに
- 10巻：地獄の阪奈ストリート
- 11巻：四代目決定戦
- 12巻：真の大阪魂
- 13巻：四つの極意
- 14巻：背水の拳
- 15巻：炎の如く

### 東京編
- 16巻：カミングトゥ東京
- 17巻：影の五人衆!?
- 18巻：闇のきつね狩り
- 19巻：未知なる敵
- 20巻：天刑下すべく
- 21巻：真島接近!!
- 22巻：果てしなき総攻撃
- 23巻：命を賭して
- 24巻：東京魂誕生!!

### 関東編
- 25巻：走れ!!高木
- 26巻：秘拳の存在
- 27巻：高木さん、開眼!?
- 28巻：FINAL BLOW

### 龍天昇編
- 29巻：邪極拳現る!!
- 30巻：龍の鍵
- 31巻：極道地獄
- 32巻：栄光への一撃!!
- 33巻：心眼で拳を打て!!
- 34巻：大阪城へ集結せよ
- 35巻：天国への階段
- 36巻：伝説は続く

### 善と悪編
- 37巻：悪魔の贈り物
- 38巻：晴れのち地獄!!
- 39巻：日本の頂点で笑う男
- 40巻：悪夢のデス･ゲーム
- 41巻：神が選びし者
- 42巻：魂不変の法則
- 43巻：SARABA!

## 番外編

### GH（ゴッドハンド）
- 『週刊ヤングジャンプ』（集英社）2001年 （平成13年） 5・6合併号に掲載。150歳で天寿を全うした高木の霊がいじめられっ子の少年の拳に憑依したことで巻き起こる騒動が描かれる。

### 押忍!!空手部外伝 押忍!!麻雀部
- 『近代麻雀オリジナル』（竹書房）2013年（平成24年）5月号･6月号に前後編掲載。名門大学･大阪通天閣大学（おおさかつうてんかくだいがく）にて、麻雀部を率いる主将にして本作の高木に瓜二つの主人公･高木義成（たかぎ よしなり）の活躍を描く。
- 『近代麻雀』2013年（平成24年）8月15日号より連載開始。
- 『押忍!!空手部外伝･押忍!!麻雀部』の『単行本』は全2巻で完結。
- 『押忍!!空手部』の神雷功･忌羅孝･佐藤昭二･寺本清一によく似たキャラクターたちが登場。忌羅は孝男として、寺本は清一郎として登場。
- スーパージャンプに連載していた作者の別作品･大阪REDより、関西東凶走会の総長･久保健が作中に登場。

## 実写映画版
- 1990年3月17日、松竹系にて公開された。
- 同時上映は野部利雄原作の『のぞみウィッチィズ』。

- 主演の松田勝は、原作通りに稲妻カットを行い、迫力あるアクションを披露した。

- キャッチコピーは「一押し、二押し、三に押忍!!」。

### キャスト
- 高木義志：松田勝
- 本田桃千代：坂上香織
- 松下：尚舞
- 斎藤：彦摩呂
- 神雷直人：新兵衛
- 武井由貴：網浜直子
- 加馬田稲作：山本顔之介
- 清美：沢村亜津佐
- 佐川章夫：我王銀次
- 神雷功：中康治
- 大沢：宇梶剛士
- お好み焼き屋のおばちゃん：正司歌江

ほか

### スタッフ
- 製作：高倉英二
- 企画：新井一夫
- プロデュース：大曲暎一、三浦道雄
- 監督：村川透
- 脚本：日暮裕一
- 音楽：長谷部徹
- 音楽監督：鈴木清司
- 主題歌：BORO「翔びたつ鳥」
- 撮影：村野信明
- 美術：渡辺平八郎
- 録音：木村瑛二
- 照明：小中健二郎
- 編集：冨宅理一
- 監督補：白井政一
- 助監督：藤得悦
- 製作担当：船津英恒
- 音響効果：佐々木英世（東洋音響）
- 技斗：中瀬博文、高倉英二
- 録音スタジオ：にっかつスタジオセンター
- スタジオ：にっかつ撮影所
- 現像：IMAGICA
- ロケ協力：産業能率短期大学　ほか
- 協力：船井総合研究所、オフィス虹、バルボア販売、日映エージェンシー
- 製作協力：ジアムコーポレーション、ビッグサン
- 製作：エクセレント・クリエイティブ

### その他
- 俳優時代のプロレスラー新崎人生が出演している。
- 未だDVD化されていない。

## OVA
- 『押忍!!空手部』（1990年10月21日）
- 『押忍!!空手部2 大阪暴走族抗争』（1991年2月21日）
- 『押忍!!空手部3 大阪鉄砲玉伝説』（1992年1月25日）
- 『押忍!!空手部4 高木復活！大阪神戸決戦』（1992年7月25日）
- 1～2はポニーキャニオン
- 3～4は徳間ジャパンコミュニケーションズ

### 声の出演
- 高木義志：玄田哲章
- 松下：松本保典
- 本田桃千代：林原めぐみ
- 斉藤：堀川亮
- 大師範：永井一郎
- 岩鉄：若本規夫
- 五月恵：水谷優子
- 加馬田：吉村よう（『1』〜『3』）→たてかべ和也（『4』）[注 1]
- 安藤誠・山田：たてかべ和也
- 多田勇次：速水奨
- 森上真吾・アナウンサー：大滝進矢
- 福間：石井浩司
- 女A：渡辺美佐
- 難波大生A・大門純・樫山：稲葉実
- 難波大生B・勘介：辻親八
- 難波大生C・野口：山口健
- 三浦：小野健一
- 医者：梅津秀行
- 京都の学生A・アナウンサー：塩屋浩三
- ヤクザA（立花）：広瀬正志
- リック・パワード：内海賢二

### スタッフ
- エグゼクティブプロデューサー：瀬島光雄
- 企画：中村季靖
- 原作：高橋幸二（集英社「ヤングジャンプ」連載）
- プロデューサー：国府方潔（1巻）、白石忠一（2巻）
- 脚本：南部英夫
- 監督：関田修
- キャスティング協力：東京アナウンス学院
- プロデューサー補：白石忠一
- 制作プロデューサー：阿部倫久、島崎克美
- キャラクターデザイン・作画総監督：遠藤栄一
- 美術監督：古宮陽子
- 撮影監督：安津畑隆
- 音響監督：山崎あきら
- 原画：大芝幹祐、和田崇、菊池としひろ、大木良一、宍戸聡、高鉾誠、枡和等、井潤千代美、村中博美、宇宙人オーソン、日本一助平男、ライフワーク
- 動画チェック：萩野信子、岡村正弘
- 色彩設定：田辺小百合

## ゲーム
- 押忍!!空手部（スーパーファミコン）1994年8月26日発売　カルチャーブレーン

※ヴィジュアルシーンのみの登場で森上真吾はプレイヤーとしては使用できない。
- ゲームは原作の大阪魂編を忠実に再現されている。

- 「PUSHSTART」と出ているタイトル画面の時に｢L･左･下･B･A･R｣の順に入力すると、ストーリーモード以外のモードでパワーアップした高木と桃千代の使用が可能となる。

- 34巻の巻末にゲーム内容についての紹介がある。

## パチンコ・パチスロ
- パチンコ：CR押忍!!空手部（2007年、エース電研）／CR押忍!!空手部 激闘編（2013年、エース電研）
- パチスロ：押忍!!空手部（2008年、イレブン）